# Мурманський тролейбус
Му́рманський троле́йбус — найпівнічніша у світі тролейбусна система, що діє у російському місті Мурманськ. Експлуатує тролейбус в Мурманську АТ «Електротранспорт».
У Мурманську тролейбуси курсують з 1962 року. Станом на 2020 рік у тролейбусній системі обслуговуються 4 маршрути (№№3, 4, 6, 10); окрім маршрутів, що обслуговуються тролейбусами, існує ще чотири довозочних автобусних маршрути (№№3Т, 4Т, 6Т, 7Т), протягом яких діють проізні квитки та вартість проїзду на тролейбусі. Наразі тролейбусне господарство в Мурманську обслуговують два депо: тролейбусне депо №1 (вул. Карла Лібкнехта) та тролейбусне депо №2 (вул. Свердлова), а також 11 тягових підстанцій. 

## Історія

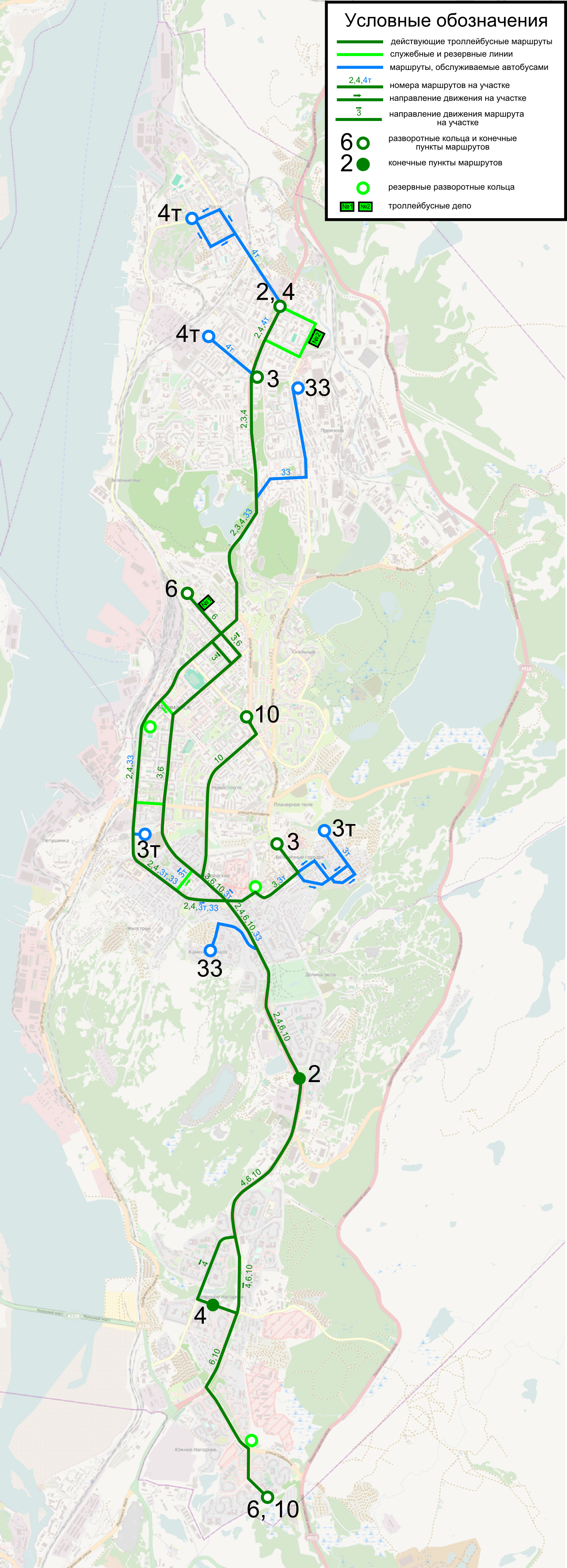
Схема маршрутів ВАТ «Електротранспорт»

Тролейбус в Мурманську проєктувався ще з 1954 року, але спорудження депо та тягових підстанцій почалося у 1958 році. Система, що включала тролейбусне депо на 25 тролейбусів ЗіУ-5 та тягову підстанцію, була відкрита 11 лютого 1962 року — перша тролейбусна лінія сполучала вулицю Карла Лібкнехта та лікарню, а її довжина становила 8,6 км. У 1967 році вводяться в експлуатацію лінії до північної частини міста (вул. Гаджиєва). У 1971 році тролейбусну лінію було продовжено вдвічі, і у зв'язку з розбудовою мережі з'явилася потреба у новому тролейбусному депо.
У 1975 році починається рух тролейбусів до зупинки Автопарк від вулиці Карла Лібкнехта; 12 грудня того ж року відкривається депо №2, розраховане на 100 тролейбусів. На той час довжина тролейбусної мережі досягнула довжини 50 км.
У 1976—1977 роках було здійснено перехід на безкондукторний та безкасовий метод роботи.
У 1977 році було пущено тролейбусну лінію до Південної вулиці (зараз вулиця Щербакова).
У 1978 році почато рух тролейбусів до вулиці Героїв Рибачого.
У 1979 році було відкрито рух тролейбусів до вулиці Радищева та ліквідовано 4 тролейбусних маршрути через дублювання: з 7 маршрутів лишилися лише маршрути №3, №4 і №6.
У 1987 році пущено тролейбуси по вулиці Полярні Зорі. У 1988 році продовжено контактну мережу до 310-го мікрорайону. Після пуску тролейбусного руху до 310-го мікрорайону розвиток тролейбусної системи в Мурманську призупинився.
У грудні 1988 року відкрито маршрут №10, довжина якого становила 10,6 км, що сполучав вулицю Карла Маркса та вулицю Героїв Рибачого. Також у 1988 році у тролейбусах було повернено кондукторський метод роботи.
У 2000 році відкрито маршрут №2.
У 2007 році тролейбуси було обладнано системою навігації GPRS; у тому ж році почалася побудова тролейбусної лінії з вулиці Івченка до вулиці Лобова. У 2009 році відбулося відкриття службової лінії по вулиці Івченка та завершення реконструкції перетину проспекту Героїв-Північноморців та вулиці Лобова. Також у 2009 році відкрито автобусні маршрути 3т і 4т, що дозволяли мешканцям віддалених районів дістатися основних гілок тролейбусної мережі. У 2011 році пущено автобусний маршрут №33.
У квітні 2011 року на 5 тролейбусах був запущений безкоштовний Wi-Fi Інтернет, а вже з 1 липня 2011 року безкоштовний Wi-Fi Інтернет було запущено на всіх машинах, що виходили на лінію.
У вересні 2011 року підприємство ВАТ «Електротранспорт» отримало Міжнародну громадську премію транспортної галузі «Золота колісниця». Компанія стала переможцем у номінації «Найкраще російське регіональне підприємство транспорту громадського користування».
Перед 50-річчям ВАТ «Електротранспорт» (лютий 2012 року) оголосило про запуск нового сайту — troll51.ru. На основі картOpenStreetMap користувач може подивитися поточне розташування тролейбусів та автобусів «Електротранспорту» того чи іншого маршруту. Дані передаються в режимі реального часу із похибкою близько 500 м.
15 травня 2014 року відкрито автобусний підвозочний маршрут 6Т, що йде вуд віл. Капітана Орликової до лікарні ОМСЧ «Сєвриба» і назад.

## Мережа маршрутів
Наразі у місті діють 4 тролейбусні маршрути та 4 довозочні автобусні маршрути. У минулому діяли ще 3 маршрути, які зараз закриті.
| Тролейбусні маршрути в Мурманську (схема [Архівовано 13 квітня 2020 у Wayback Machine.]) | Тролейбусні маршрути в Мурманську (схема [Архівовано 13 квітня 2020 у Wayback Machine.])                                               | Тролейбусні маршрути в Мурманську (схема [Архівовано 13 квітня 2020 у Wayback Machine.])               | Тролейбусні маршрути в Мурманську (схема [Архівовано 13 квітня 2020 у Wayback Machine.]) |
| №                                                                                        | Маршрут | Примітка                                                                                               |                                                                                          |
| ---------------------------------------------------------------------------------------- | --- | --- | ---------------------------------------------------------------------------------------- |
| 1                                                                                        | Автопарк — Кольський проспект — пр-т Леніна — вул. Карла Лібкнехта                                                                     | Закритий                                                                                               |                                                                                          |
| 2                                                                                        | Автопарк — Кольський проспект — пр-т Кірова — вул. Шмідта — вул. Челюскінців — пр-т Героїв-Північноморців — вул. Адмірала Лобова       | Закритий. По буднях у години пік дублював 4 маршрут. Відкритий 8 листопада 2000 року. Довжина 11,3 км. |                                                                                          |
| 3                                                                                        | вул. Радищева — пр-т Леніна — вул. Карла Лібкнехта — вул. Челюскінців — пр-т Героїв-Північноморців — вул. Гаджиєва                     | Відкритий 1 грудня 1968 року.. Довжина 9 км.                                                           |                                                                                          |
| 3т                                                                                       | вул. Фролова — ТЦ «О’Кей» (з 1 квітня 2019 року маршрут продовжено до Радищева (через вул. Кніповича)                                  | Перевезення здійснюються автобусами. Відкритий 6 серпня 2008 року. Довжина 3 км.                       |                                                                                          |
| 4                                                                                        | вул. Щербакова — Кольський проспект — пр-т Кірова — вул. Шмідта — вул. Челюскінців — пр-т Героїв-Північноморців — вул. Адмірала Лобова | Відкритий 20 травня 1975 року. Довжина 14,5 км.                                                        |                                                                                          |
| 4т                                                                                       | Площа Нахімова — вул. Олександра Невського                                                                                             | Перевезення здійснюються автобусами. Відкритий 6 серпня 2008 року. Довжина 3,1 км.                     |                                                                                          |
| 5                                                                                        | вул. Героїв Рибачого — вул. Капітана Копитова — Кольський проспект — пр. Кірова — вул. Шмідта — Ленінградська вул.                     | Закритий                                                                                               |                                                                                          |
| 6                                                                                        | вул. Героїв Рибачого — вул. Капітана Копитова — Кольський проспект — пр. Леніна — вул. Карла Лібкнехта                                 | Відкритий 16 червня 1975 року. Довжина 12,8 км.                                                        |                                                                                          |
| 6т                                                                                       | вул. Капітана Орликової — Кольський проспект — Морська вул. (назад по вул. Пономарьова) — вул. Ломоносова — ОМСЧ «Сєвриба»             | Відкритий 15 травня 2014 року.                                                                         |                                                                                          |
| 7                                                                                        | вул. Щербакова — Кольський проспект — пр-т Леніна — вул. Карла Лібкнехта                                                               | Закритий. Діяв у 1977—1978 роках.                                                                      |                                                                                          |
| 7т                                                                                       | сан. «Тамара» — проїзд Лєдокольний — вул. Баумана — вул. Щербакова — пров. Якірний — пр-д Лєдокольний                                  | Відкритий 1 вересня 2015 року.                                                                         |                                                                                          |
| 10                                                                                       | вул. Героїв Рибачого — вул. Капітана Копитова — Кольський проспект — пр-т Леніна — вул. Полярні Зорі — вул. Карла Маркса               | Відкритий 15 грудня 1988 року. Довжина 10,6 км.                                                        |                                                                                          |

## Рухомий склад
Перші тролейбуси — 13 тролейбусів ЗіУ-5 — було отримано у 1961 році. З 1972 року починається експлуатація тролейбусів ЗіУ-9. У 1997 році було отримано перший тролейбус АКСМ 101А. У 2006 році були закуплені перші низькопідлогові тролейбуси.
Станом на 2019 рік на лінії виходить 112 (у т.ч. 2 навчальні) машин, — в основному моделі ЗіУ-682 виробництва енгельської компанії «Тролза», що пройшли капітальний ремонт у м. Іваново, та вологодські ВМЗ-5298.01-50 «Авангард», більша частина яких була взята в лізинг у Сбербанку. В останні роки машини закуповували з Вологди.

## Перспективи

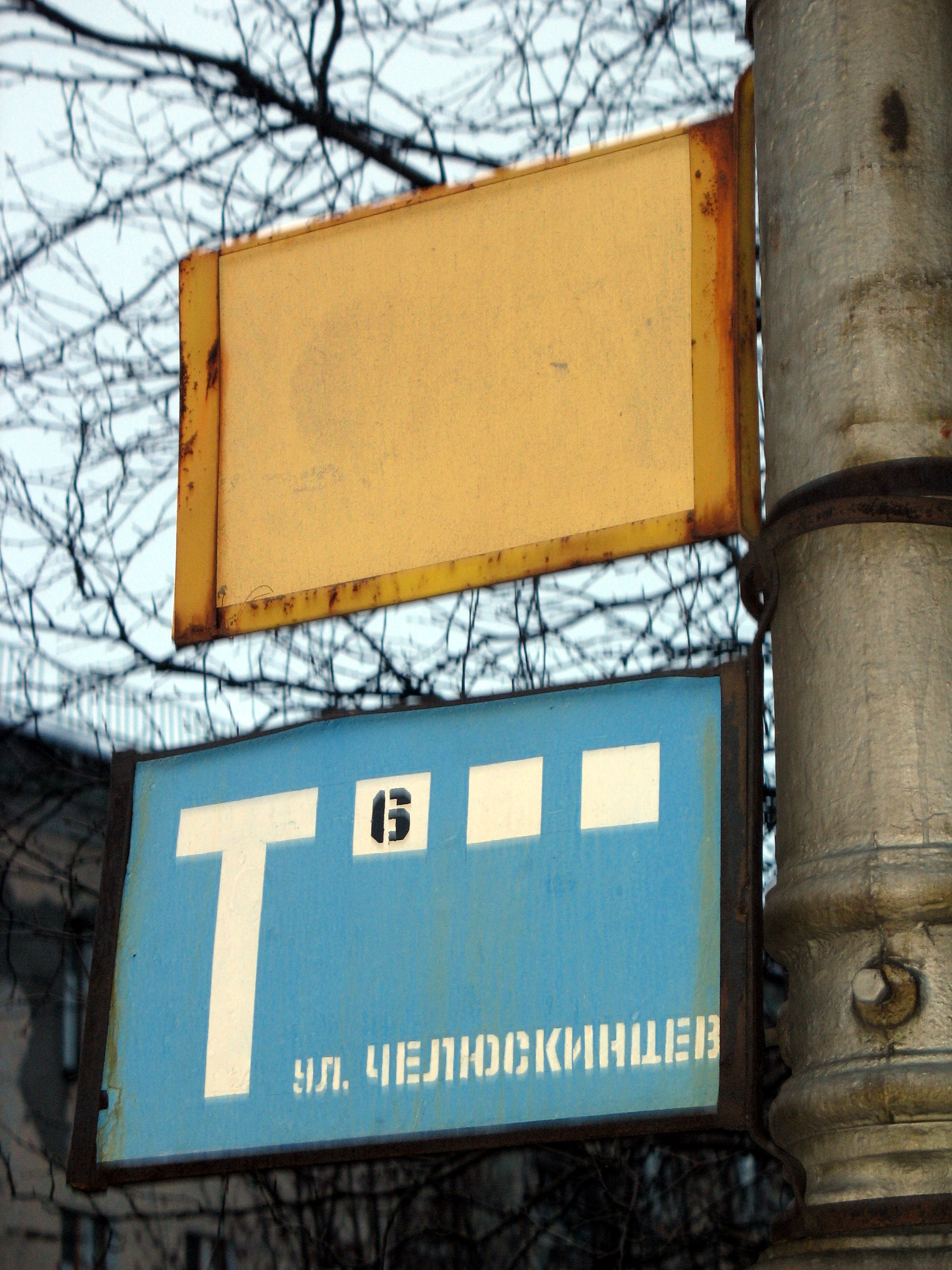
Табличка зупинки тролейбуса (до осені 2011 року)

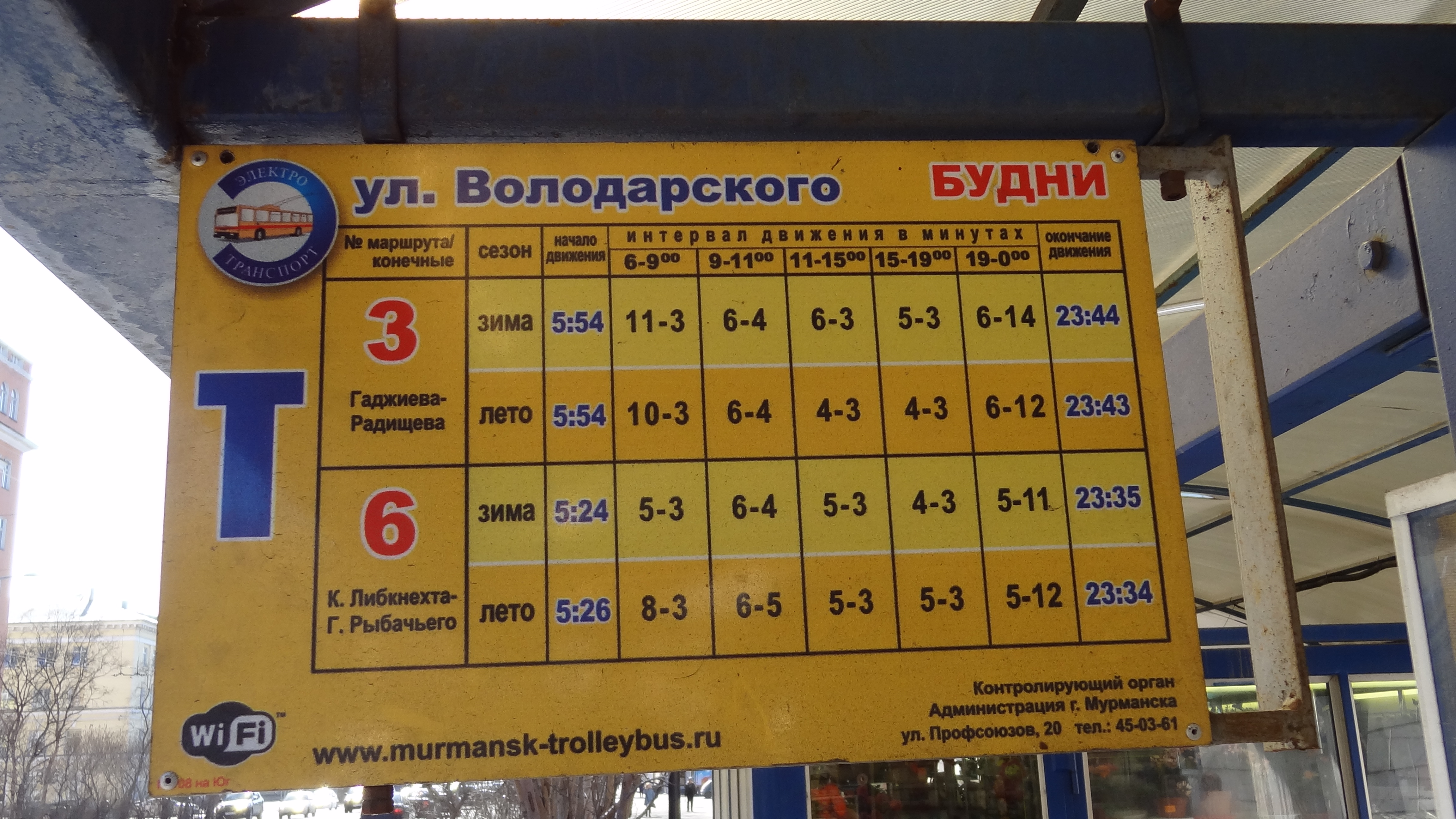
Табличка зупинки ВАТ «Електротранспорт» нового зразка

У 2000-х роках обговорювалась можливість побудови тролейбусної лінії до Рости (історична частина міста Мурманськ) по вулиці Адмірала Лобова до площі Нахімова, однак для цього потребувалася прокладка тролейбусної лінії через залізничний переїзд, що суперечить правилам експлуатації залізничних переїздів. Тому у 2008 році було вирішено продовжити тролейбусну лінію до переїзду, де планувалася побудова нового розворотного кільця. Почалися перші монтажні роботі, які, втім, пізніше були згорнуті. Рух на ростинському напрямку у серпні 2008 року було організовано підвозочним маршрутом 4Т.
Окрім лінії в Росту також обговорювалося проєктування нових ліній по вулицях Радищева, Карла Маркса, Капітана Маклакова, Скальній, Миру та Старостіна, з перспективою продовження від вулиці Старостіна по Верхньоростинському шосе до вулиці Саші Ковальова. Проте побудова ліній у Східний мікрорайон (за планами лінія мали пройти вгору по вулицях Капітана Маклакова, Скальній та Миру, а униз по вулиці Старостіна) ускладнена великим нахилом дороги та вимагає більш потужних тролейбусів.
Також у різний час розглядалися:
- Продовження тролейбусного маршруту №2 від Кольського проспекту до торгового центру «Форум» на вулиці Кооперативній;[19]
- Планування тролейбусного маршруту від кінотеатру «Мурманськ» по вулиці Карла Маркса до проспекту Героїв-Північноморців;[14]
- Планування тролейбусного маршруту від кінотеатру «Мурманськ» по вулиці Карла Маркса та Планерній до Радищева, звідти по існуючих лініях маршрутів №3 та №6 через вулиці Павлова та Кірова на вулицю Шмідта і до плавального басейну, а звідти знову по вулиці Карла Маркса до кінотеатру «Мурманськ»;[19]
- Проєктування лінії з Первомайського округу до північної частини міста по вулицях Космодем'янської та Ломоносова через вулиці Радищева та Карла Маркса;[19]
- Продовження тролейбусної гілки від вулиці Радищева по вулицях Планерній, Карла Маркса та Старостіна до вулиці Свердлова, а звідти на вулицю Гаджиєва або Івченка.[19]

## Галерея

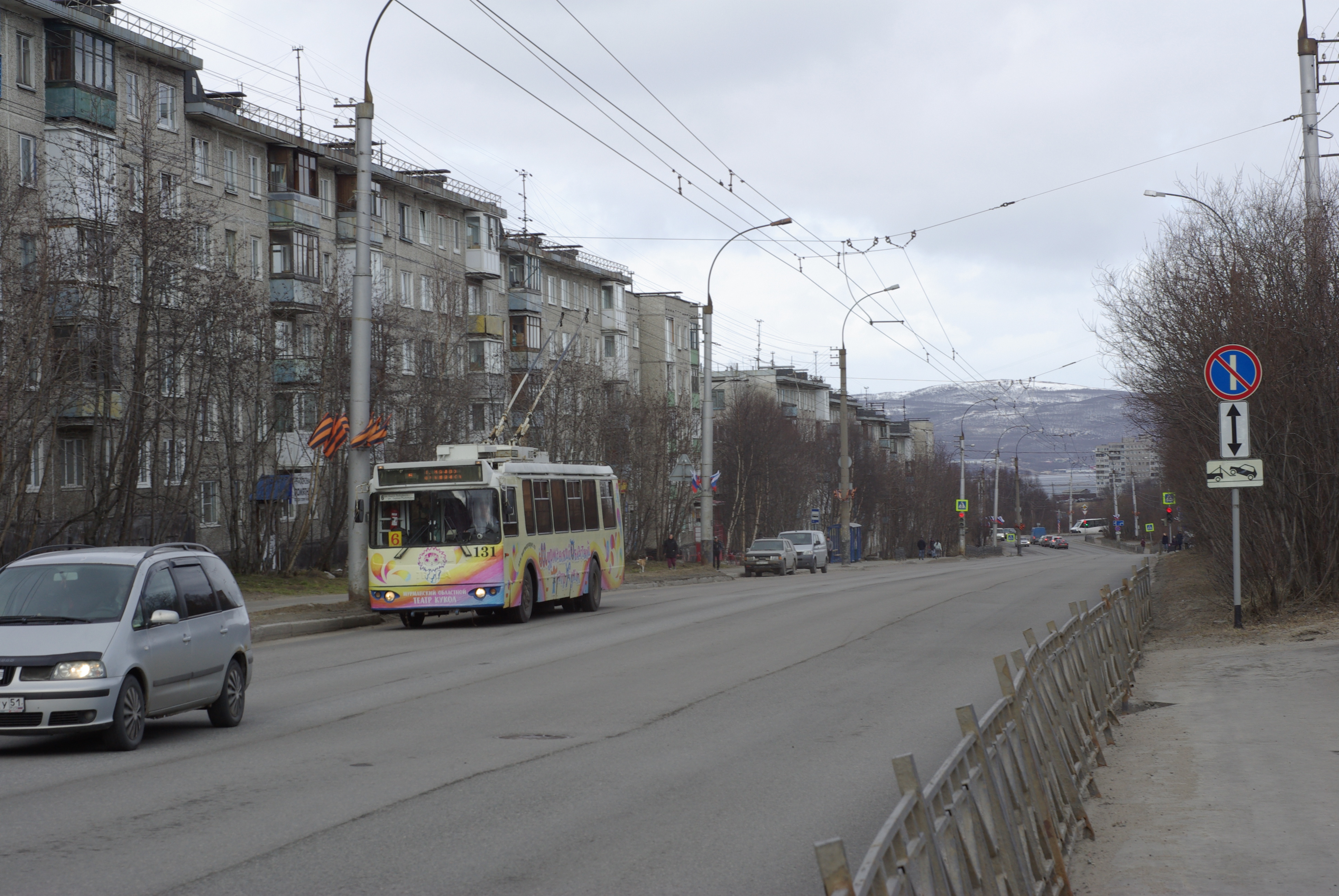
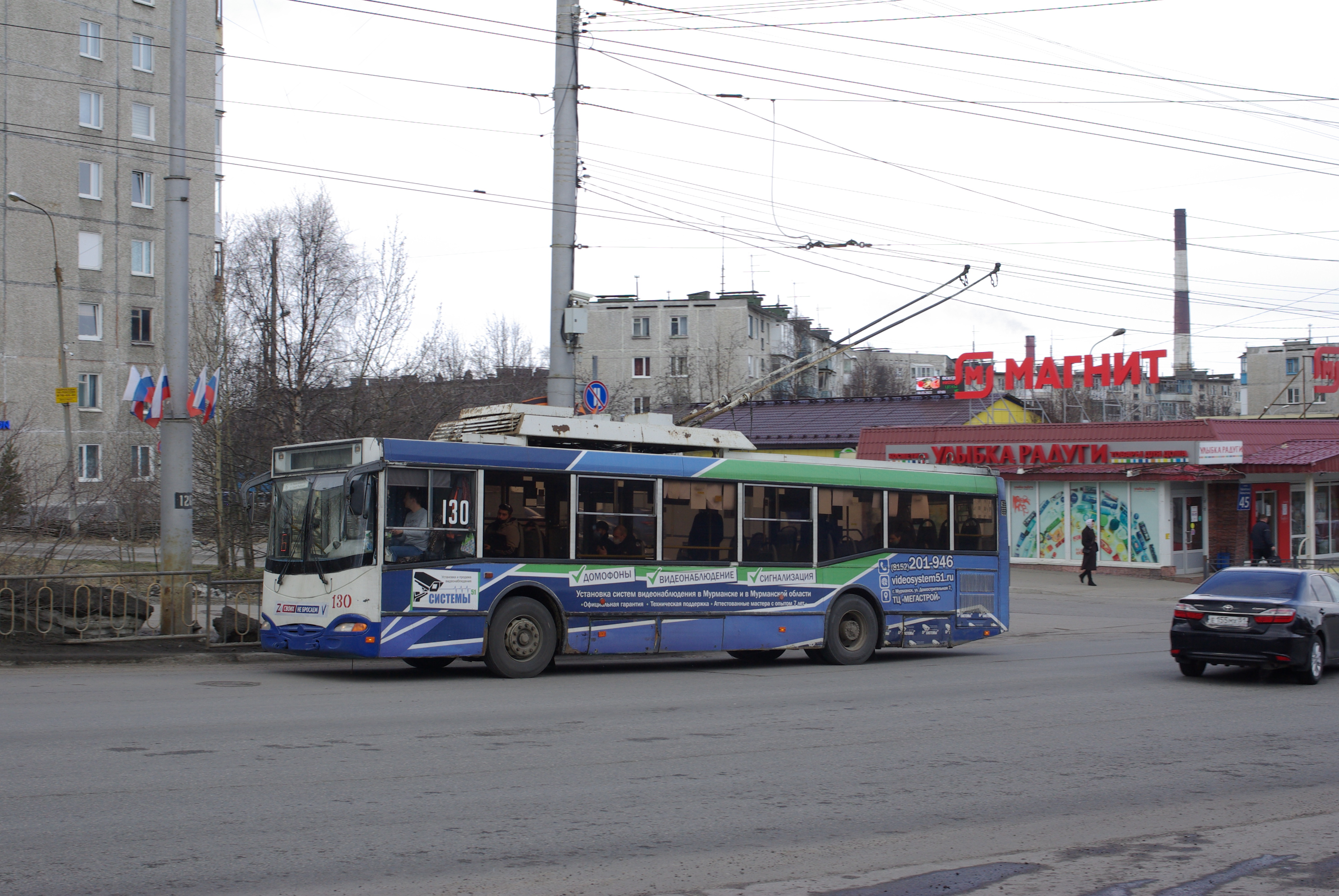
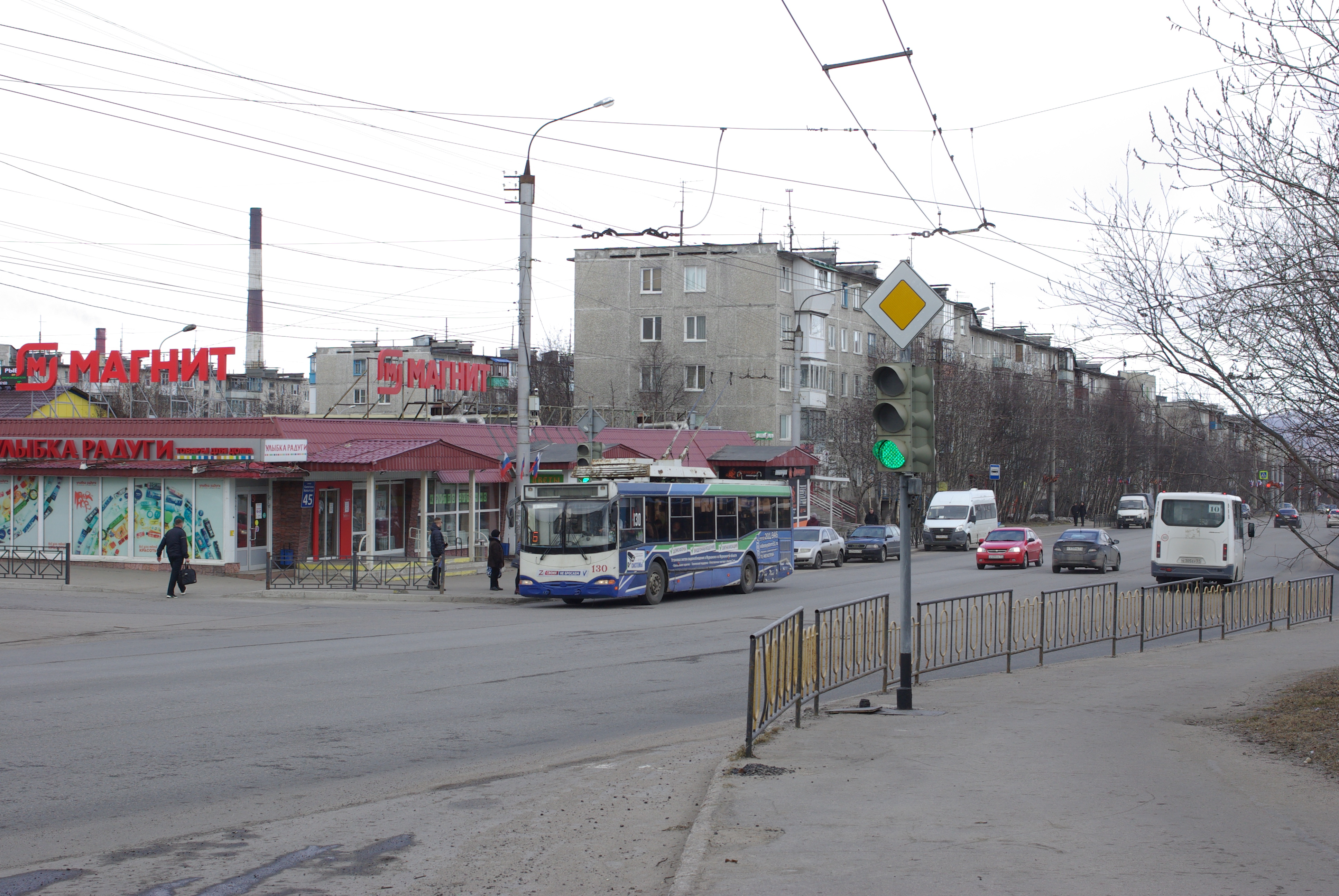
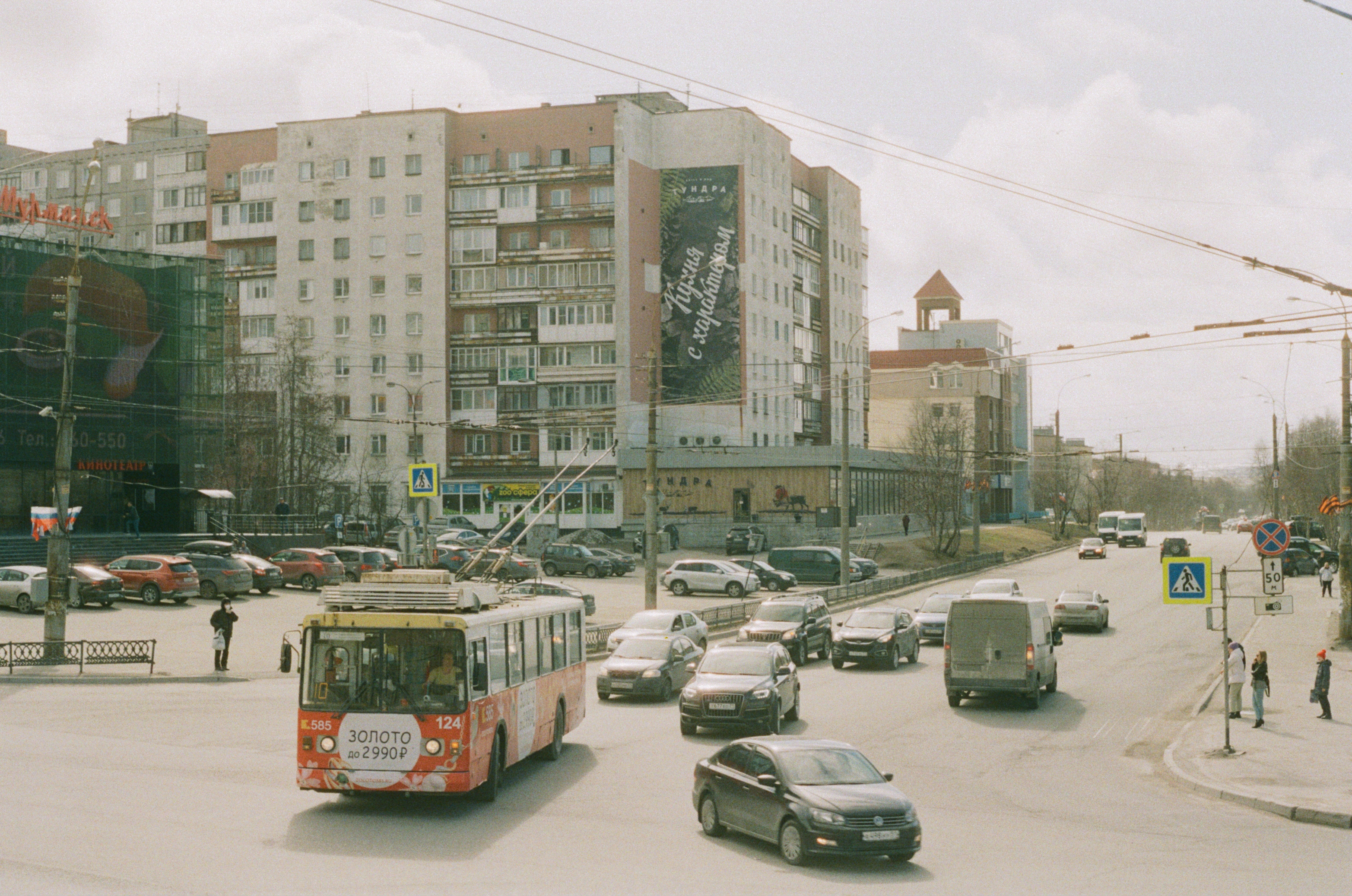
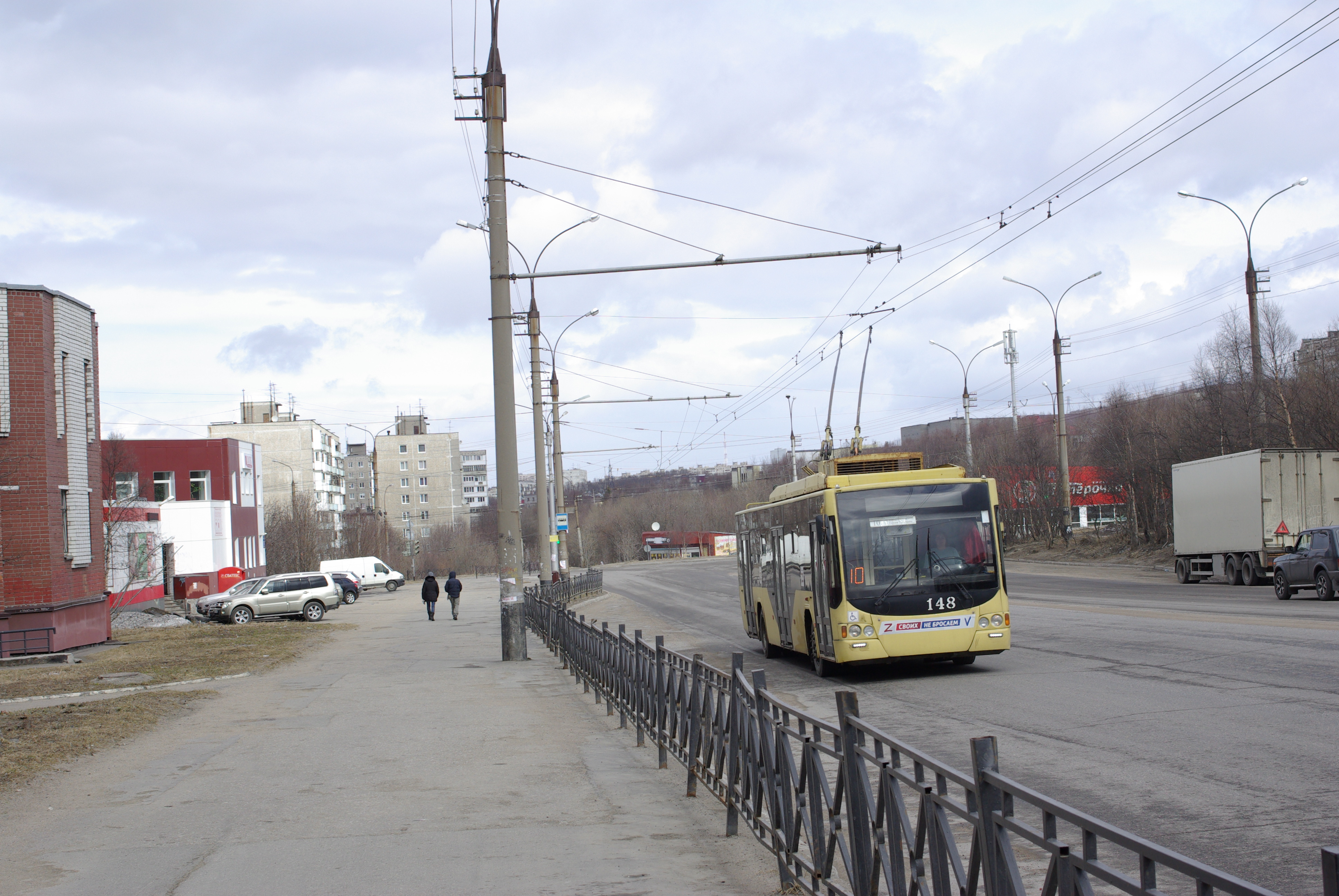
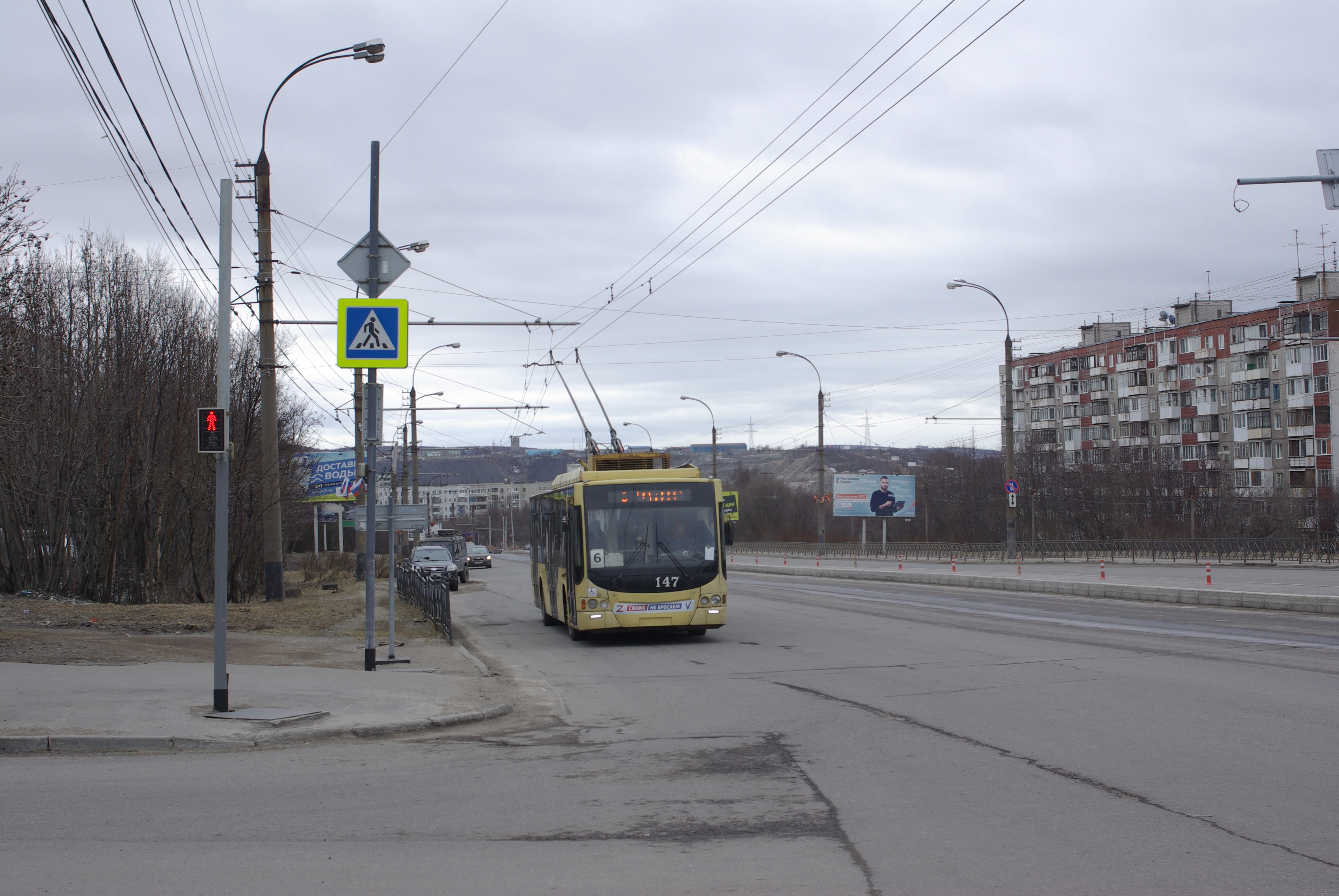
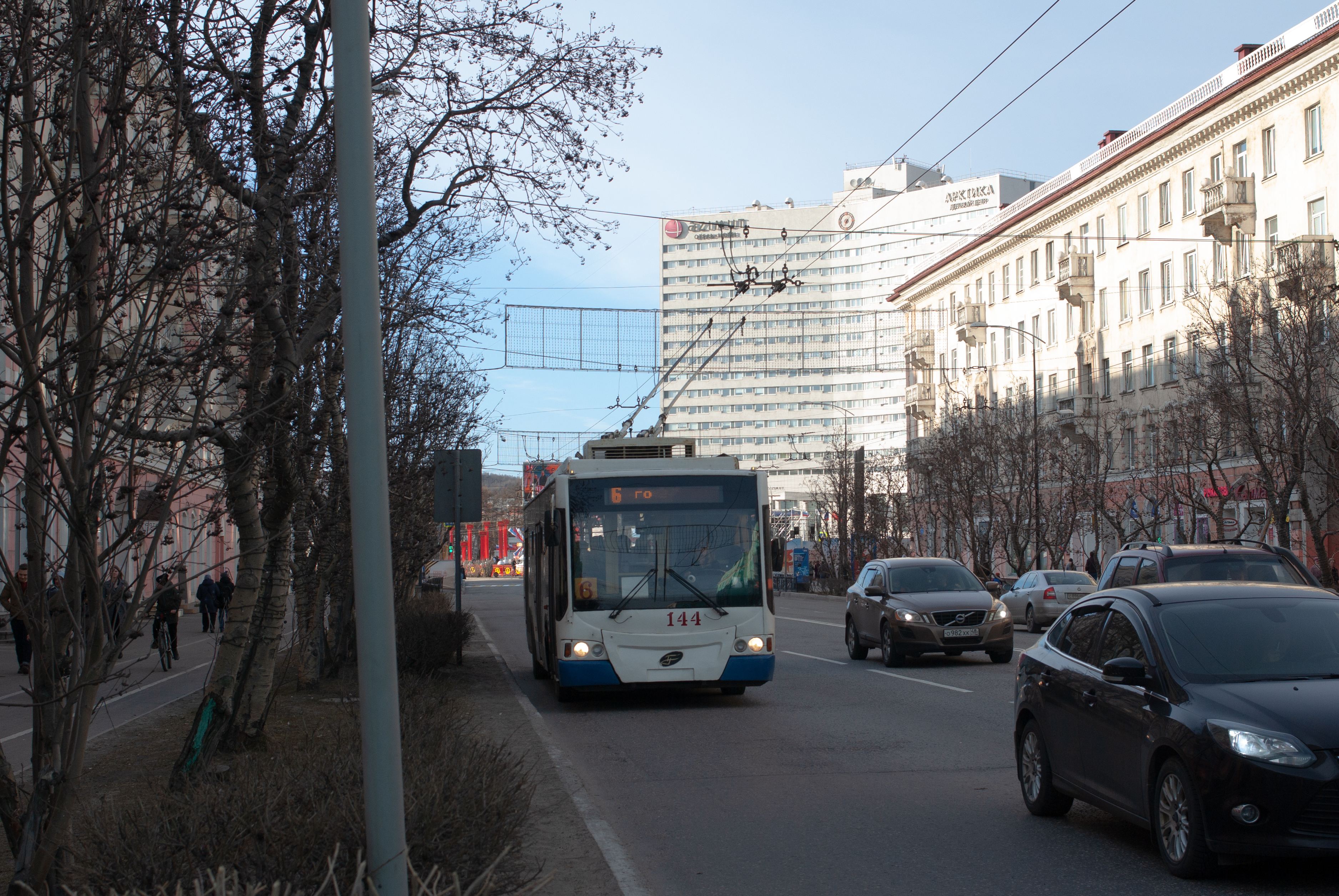
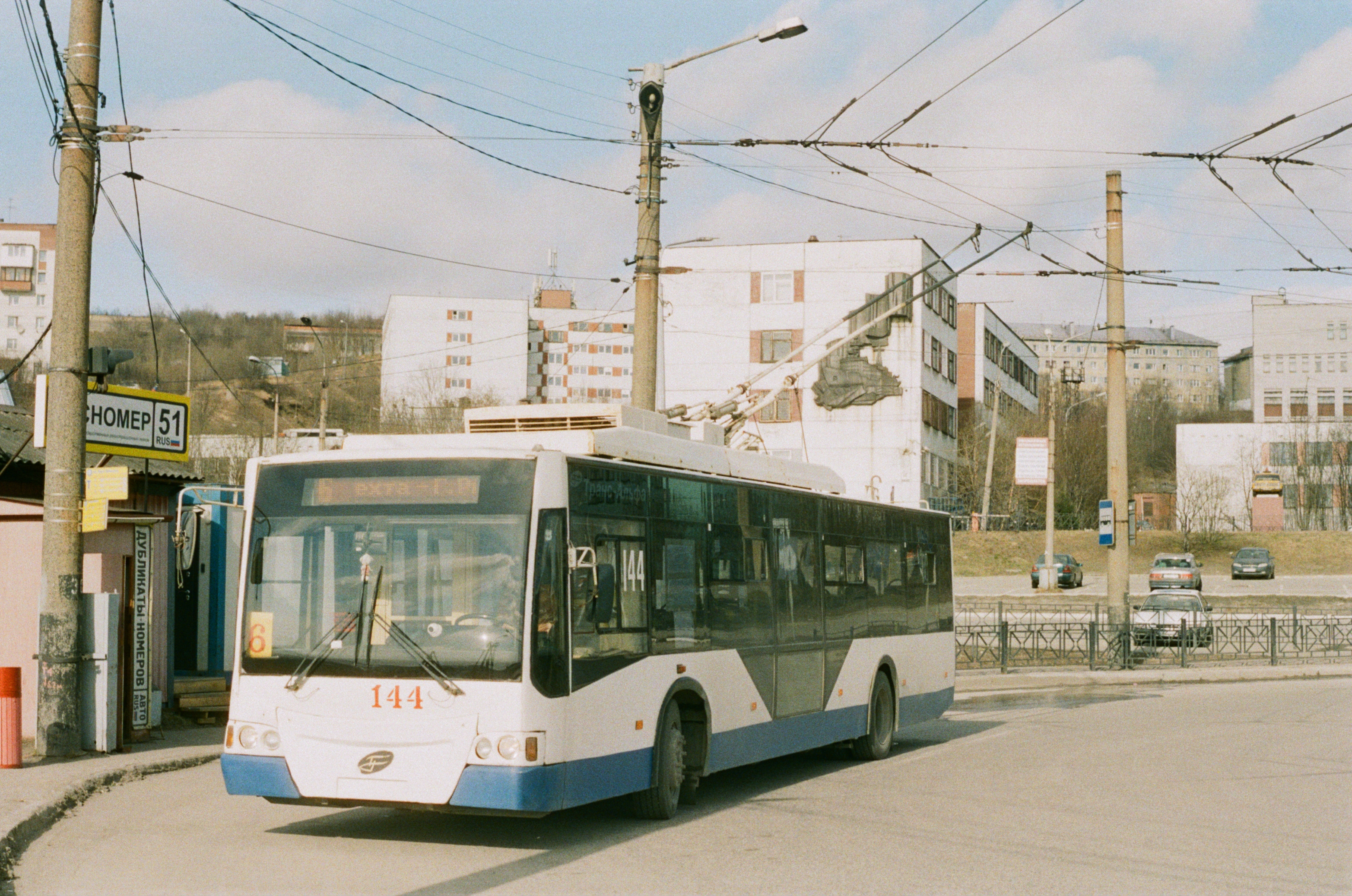
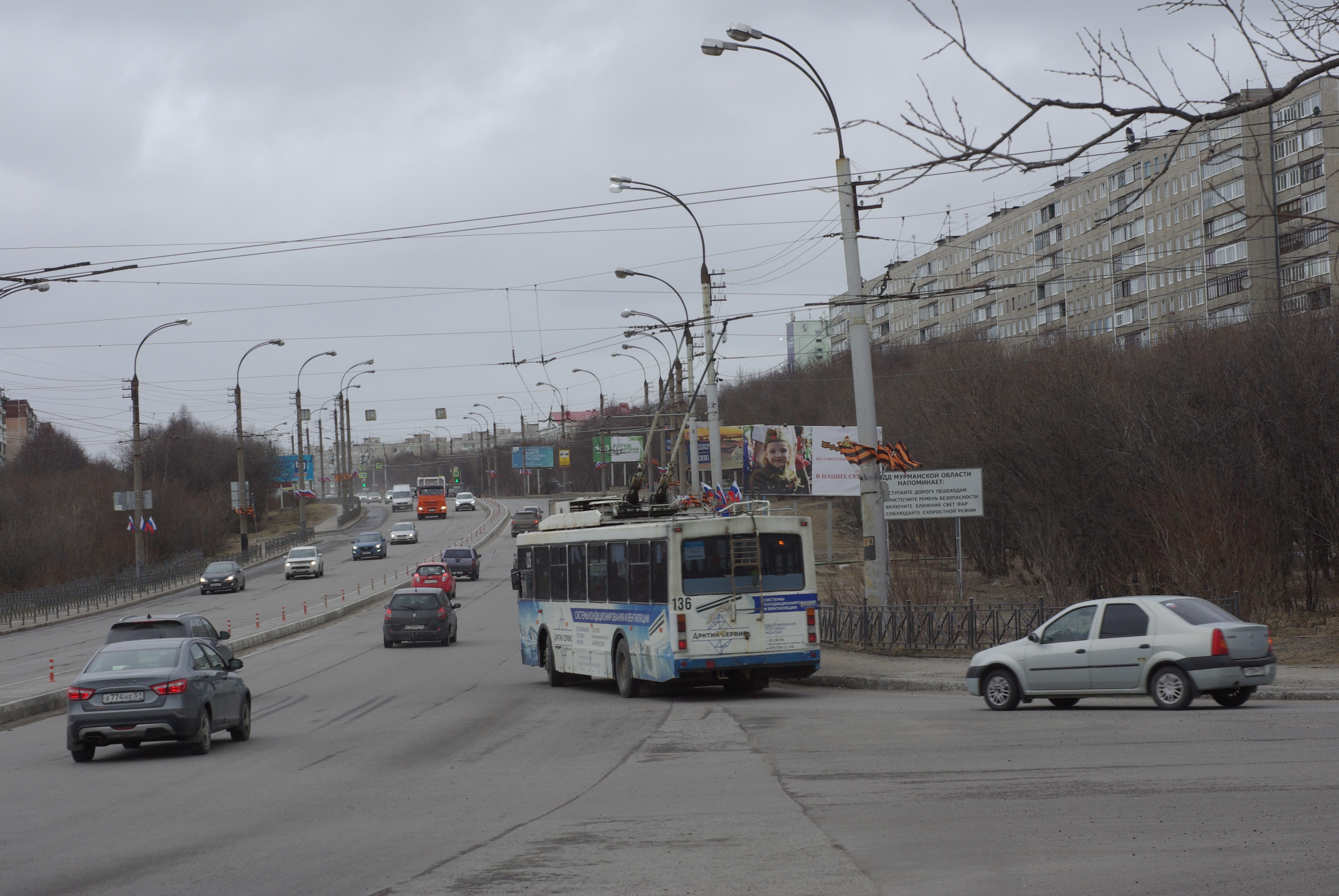
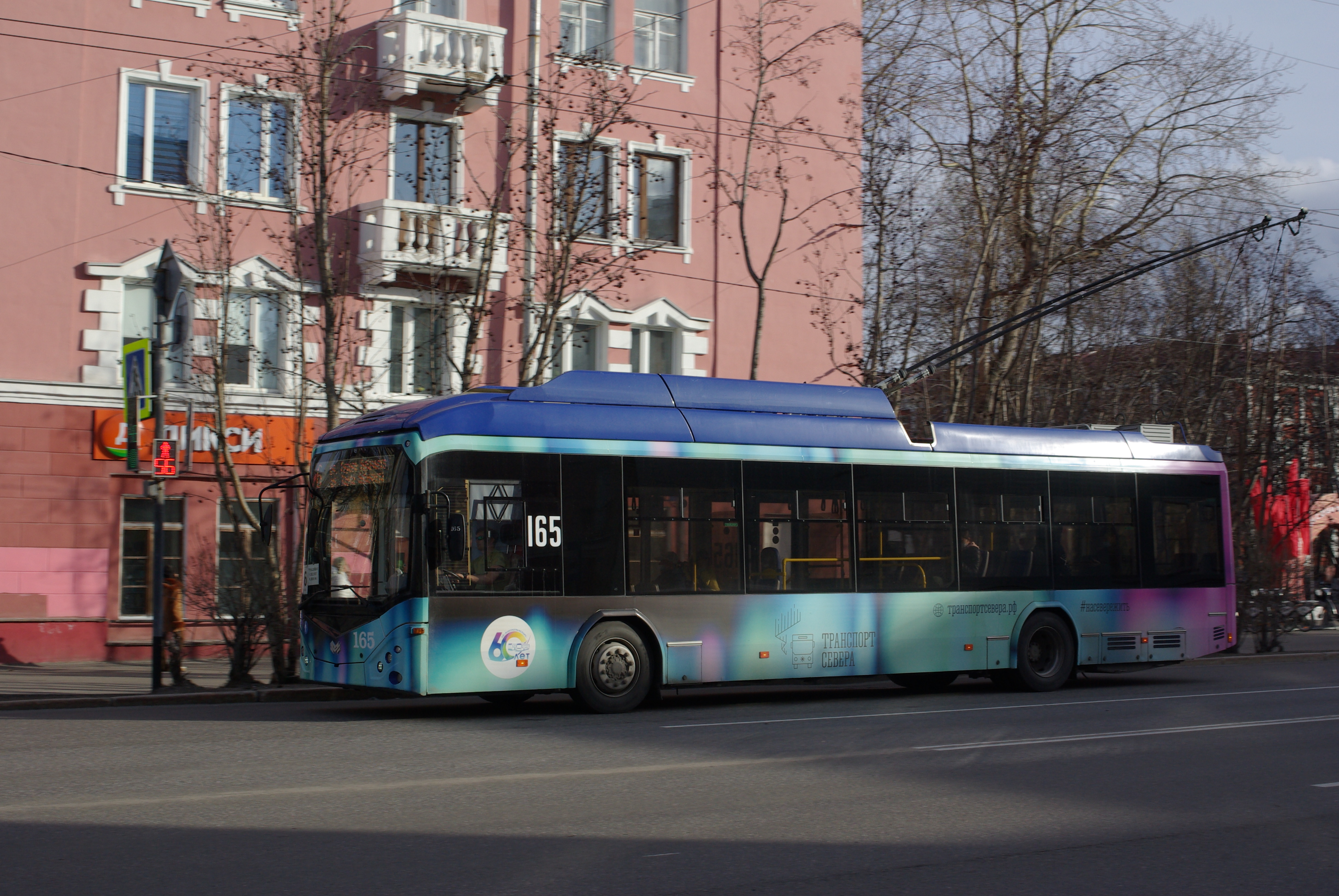
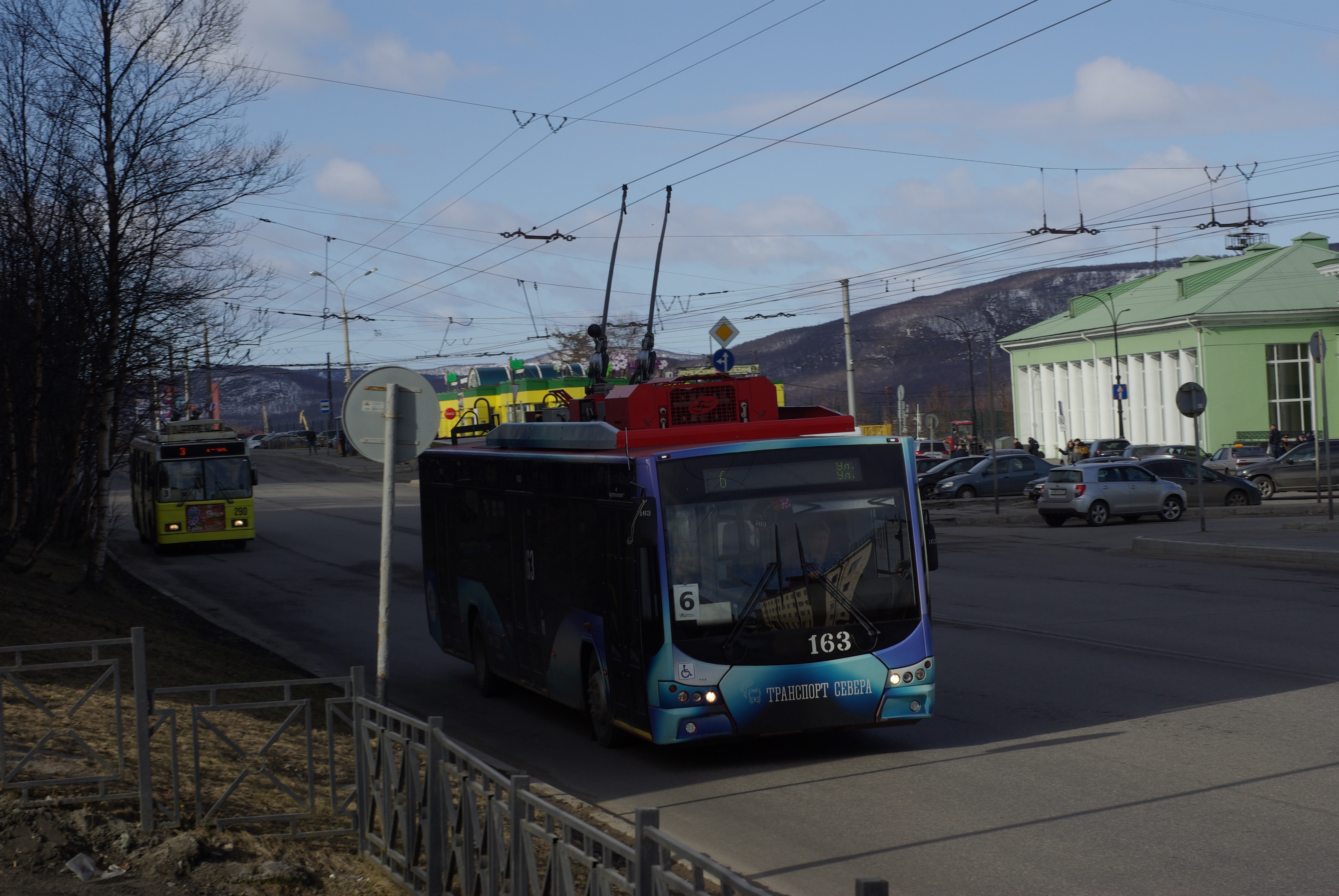
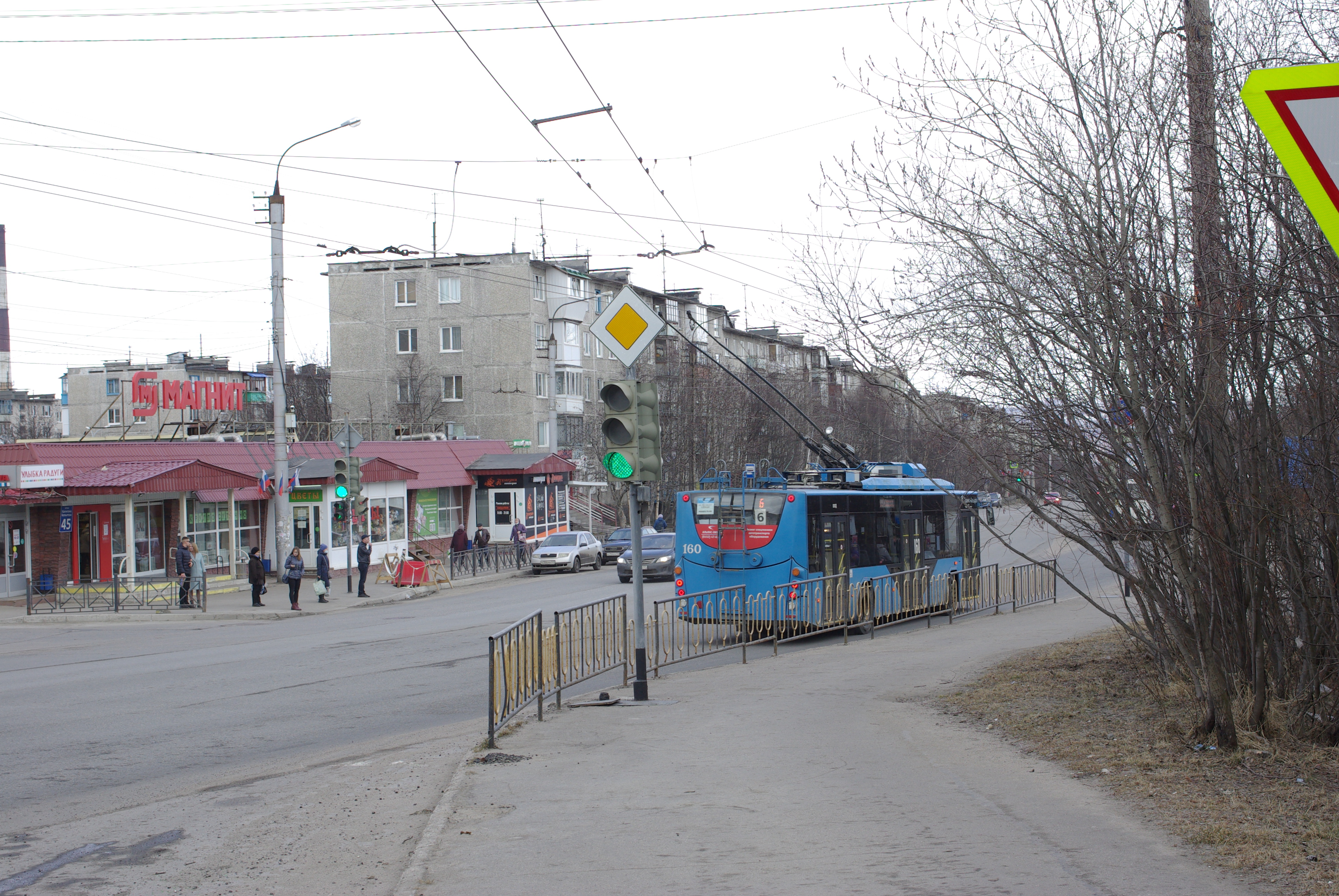
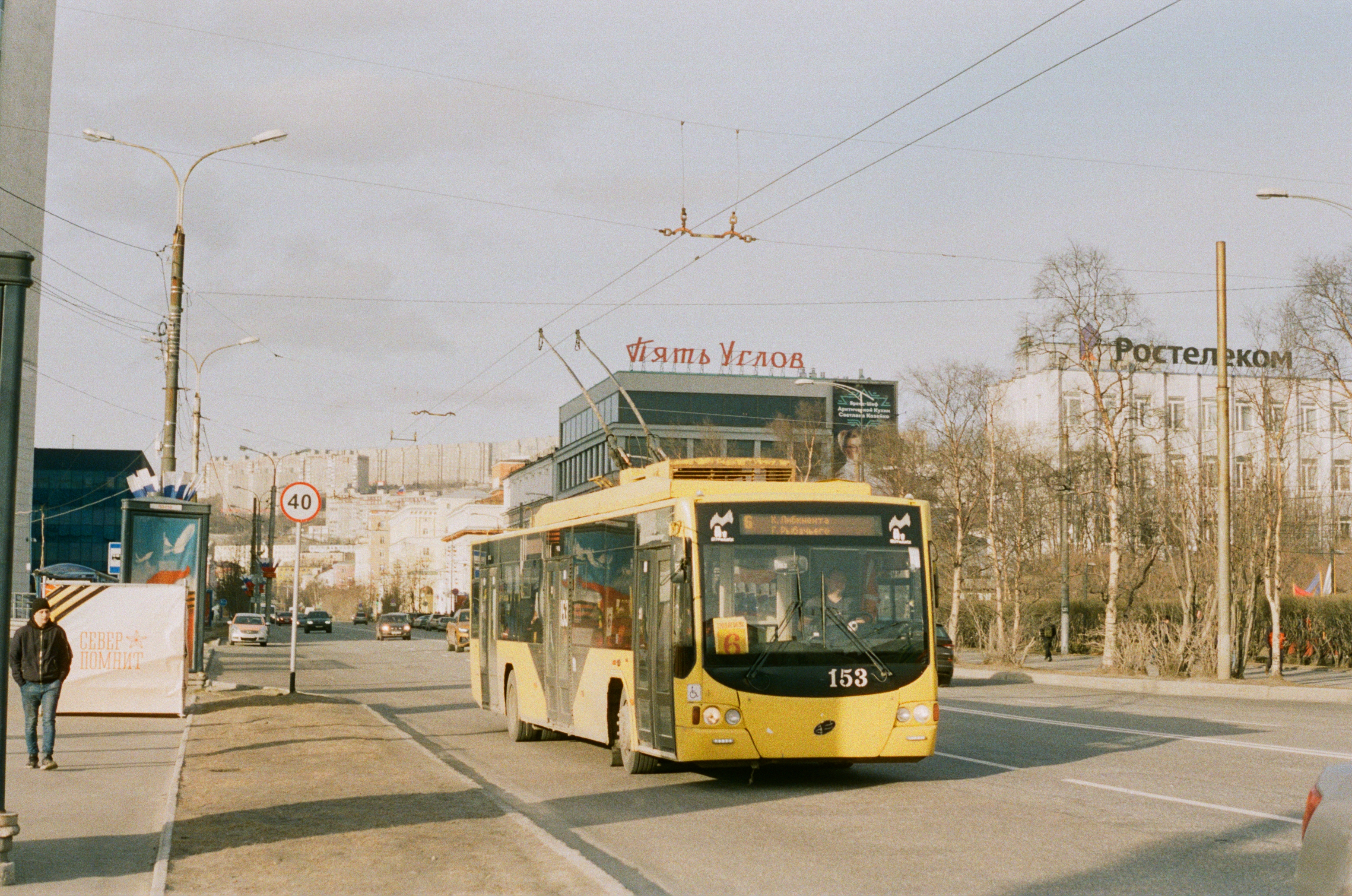
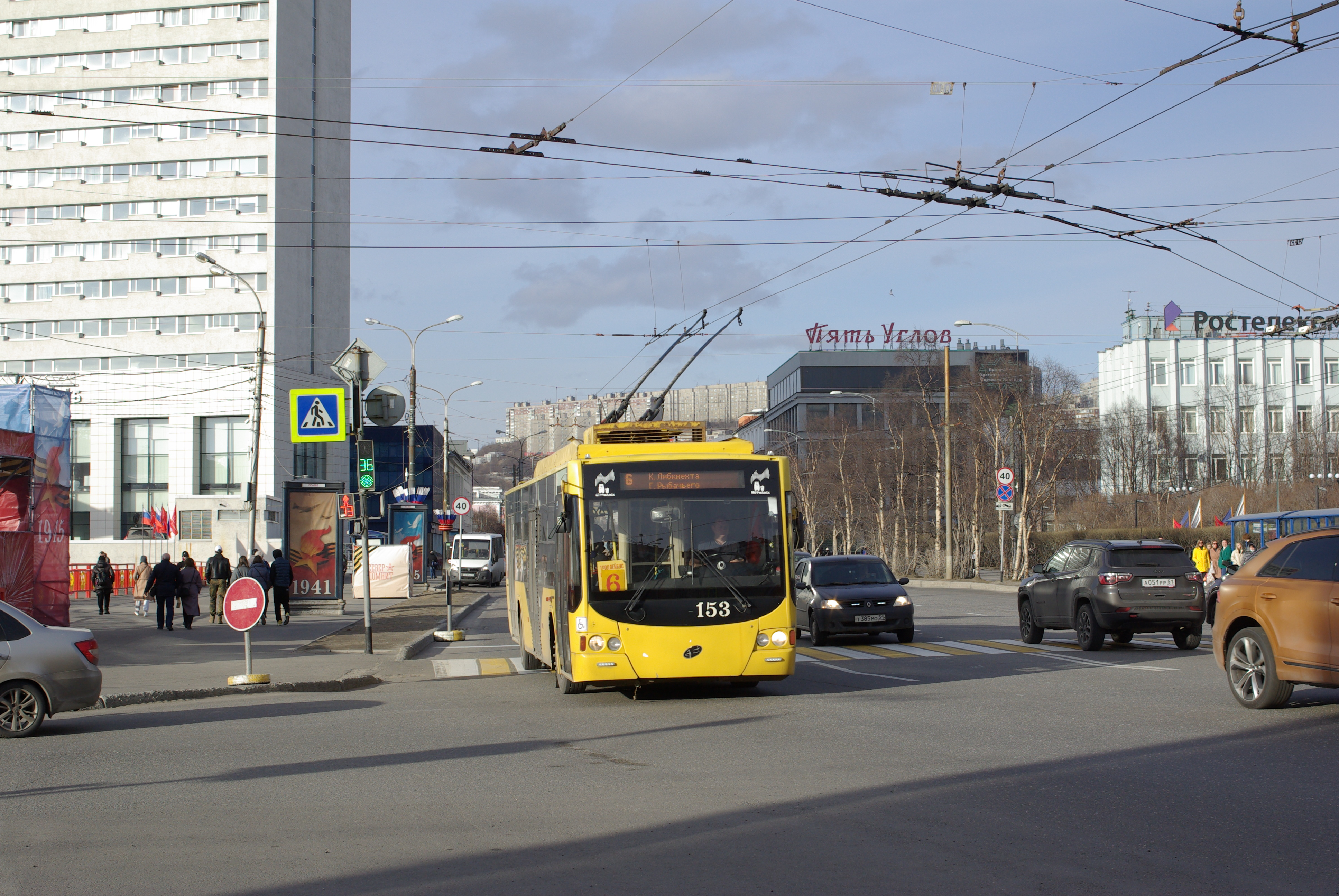
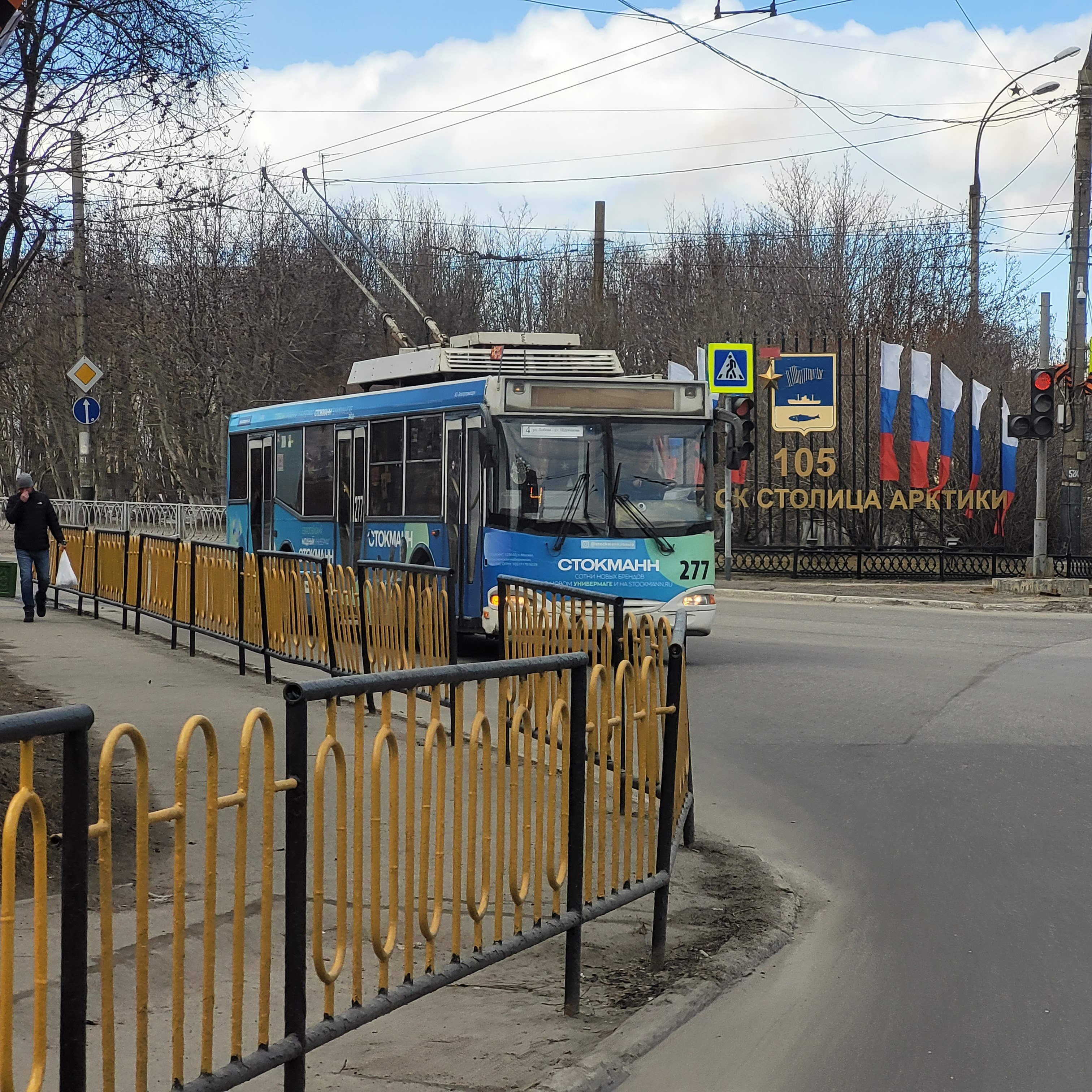
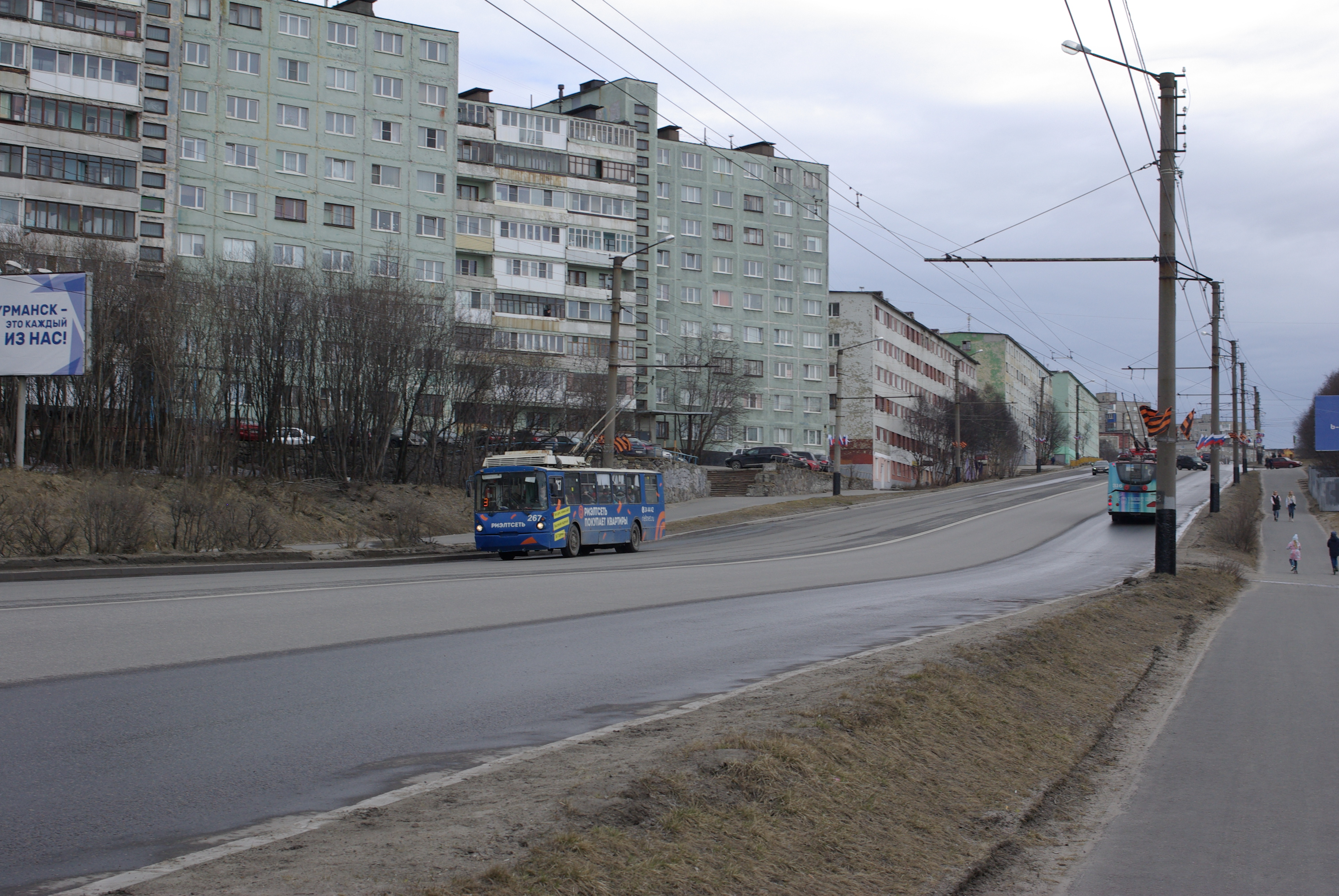
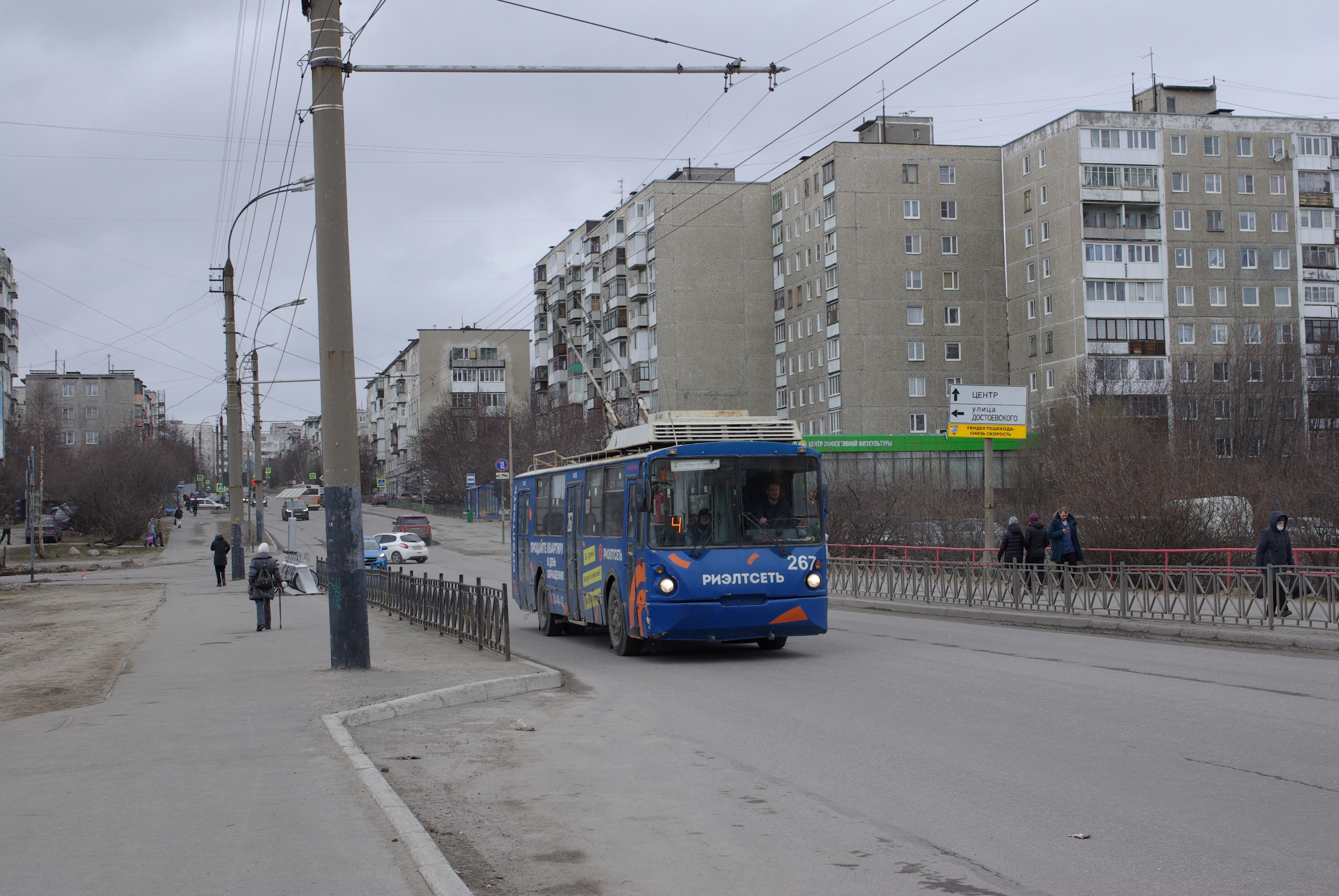
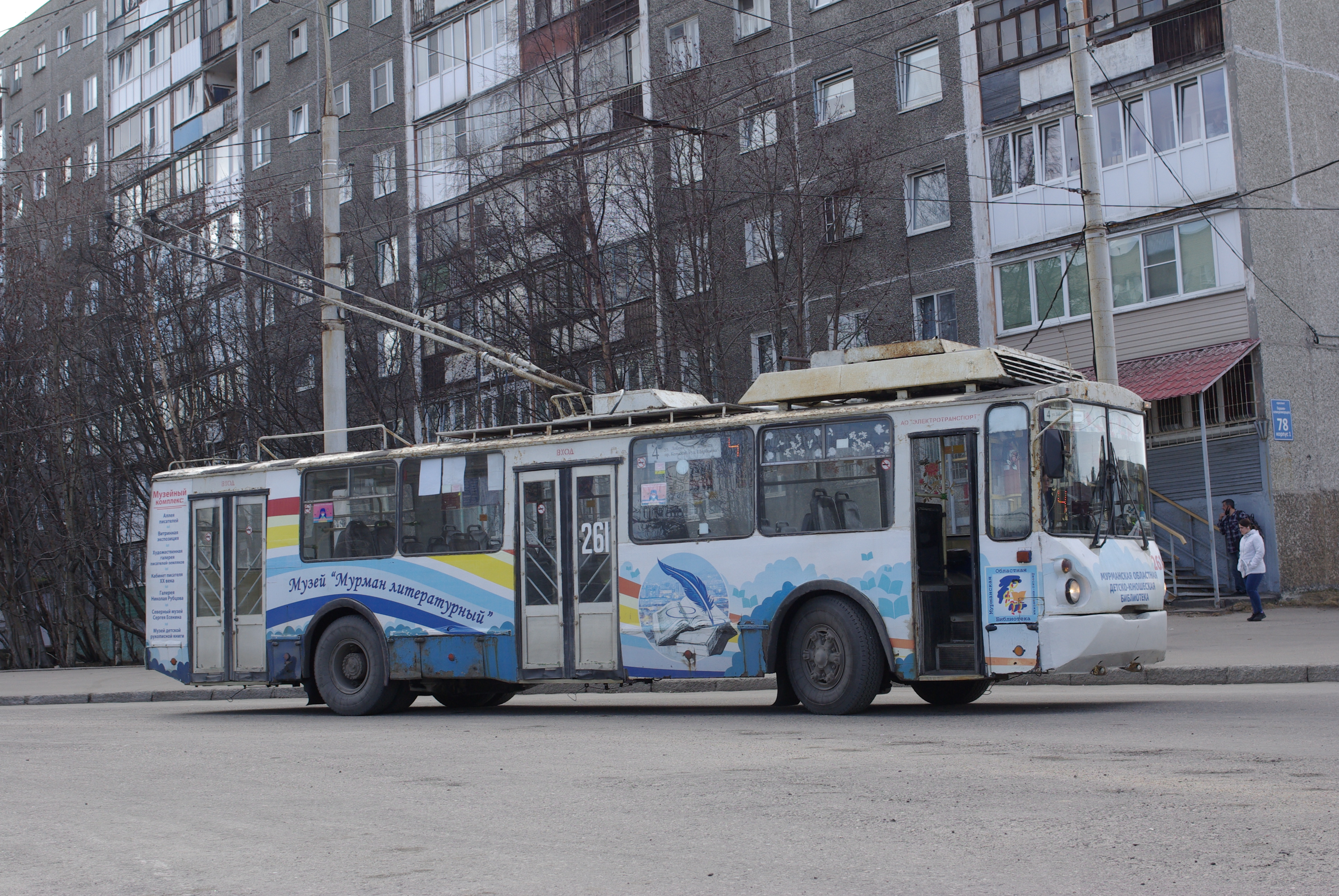
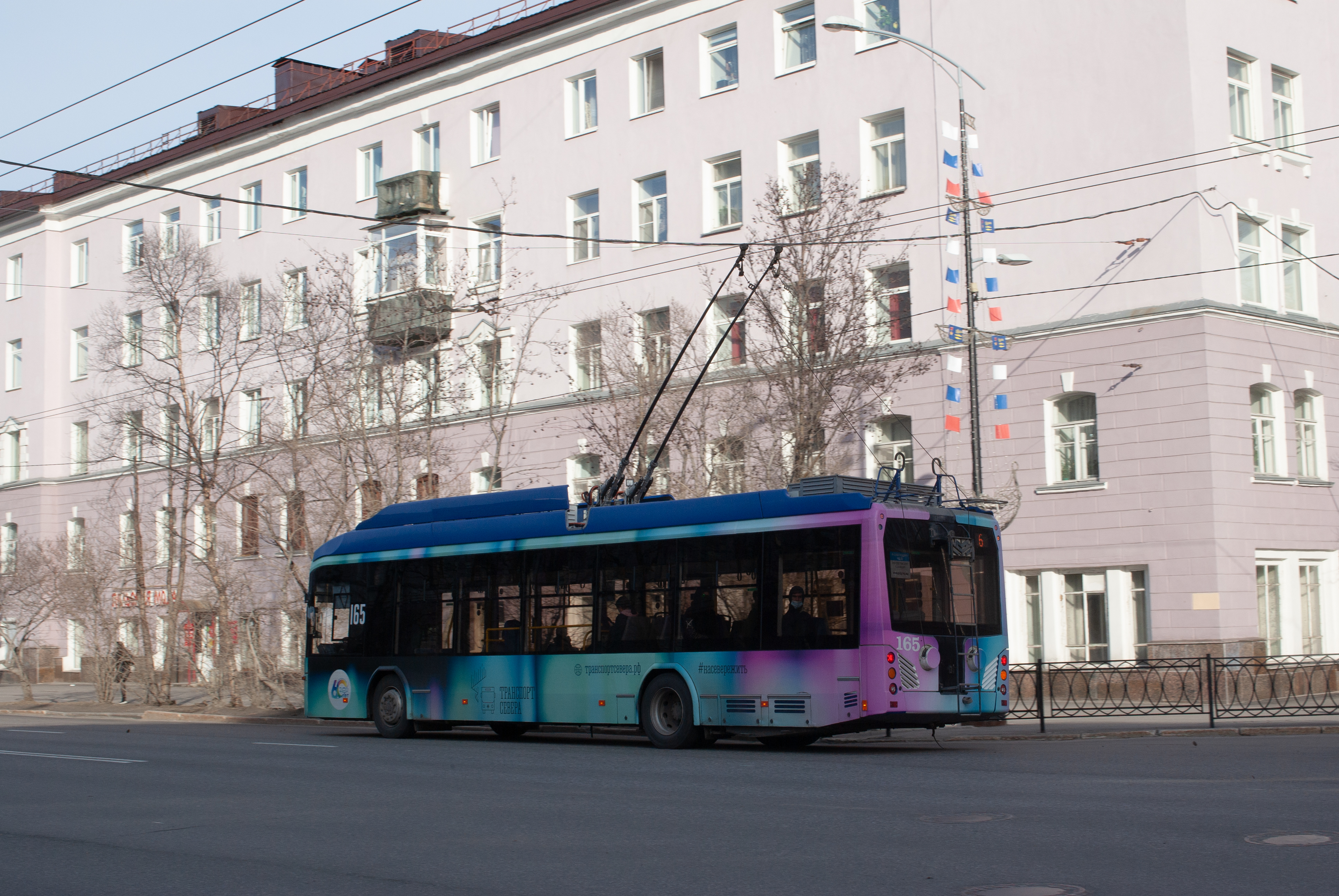
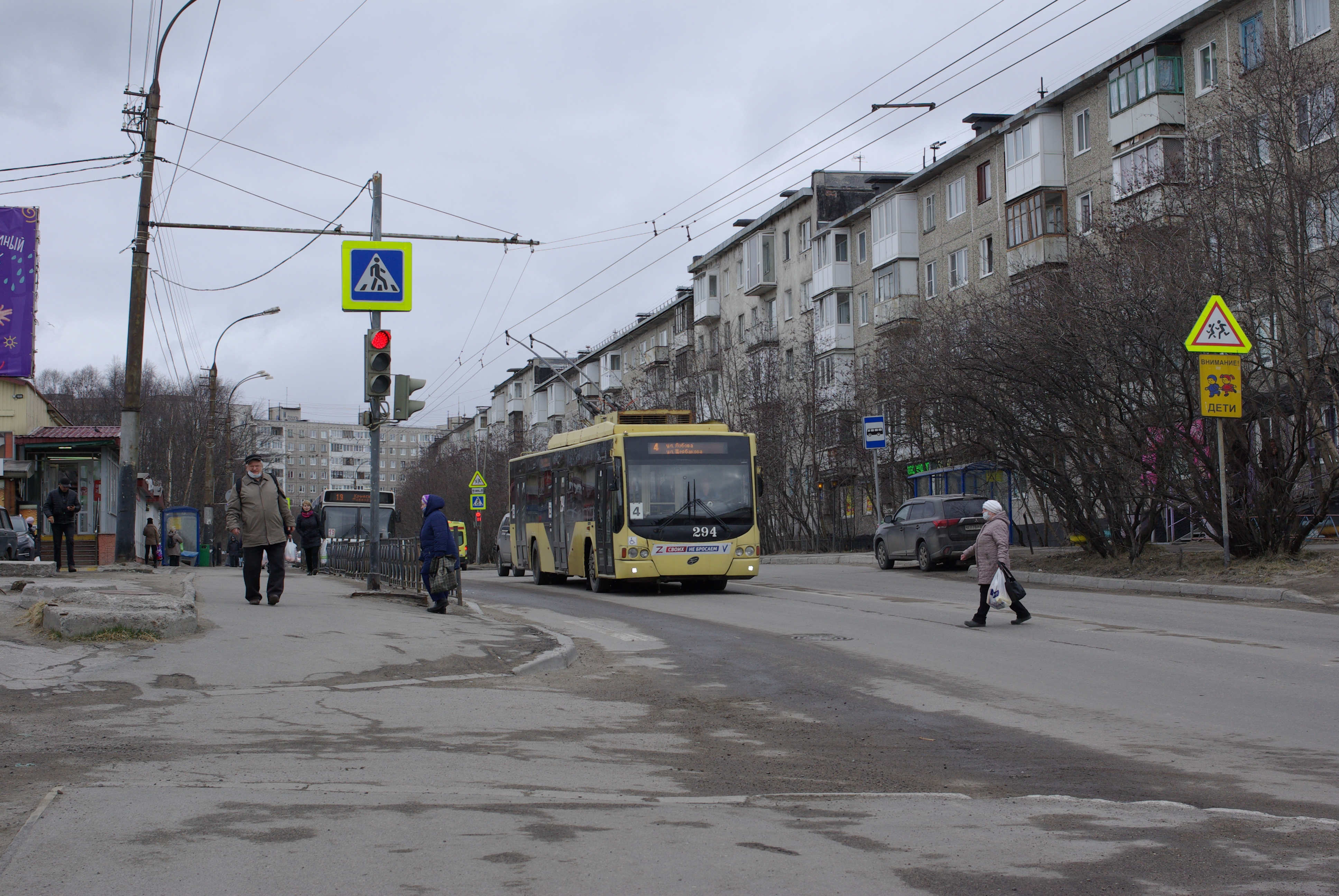
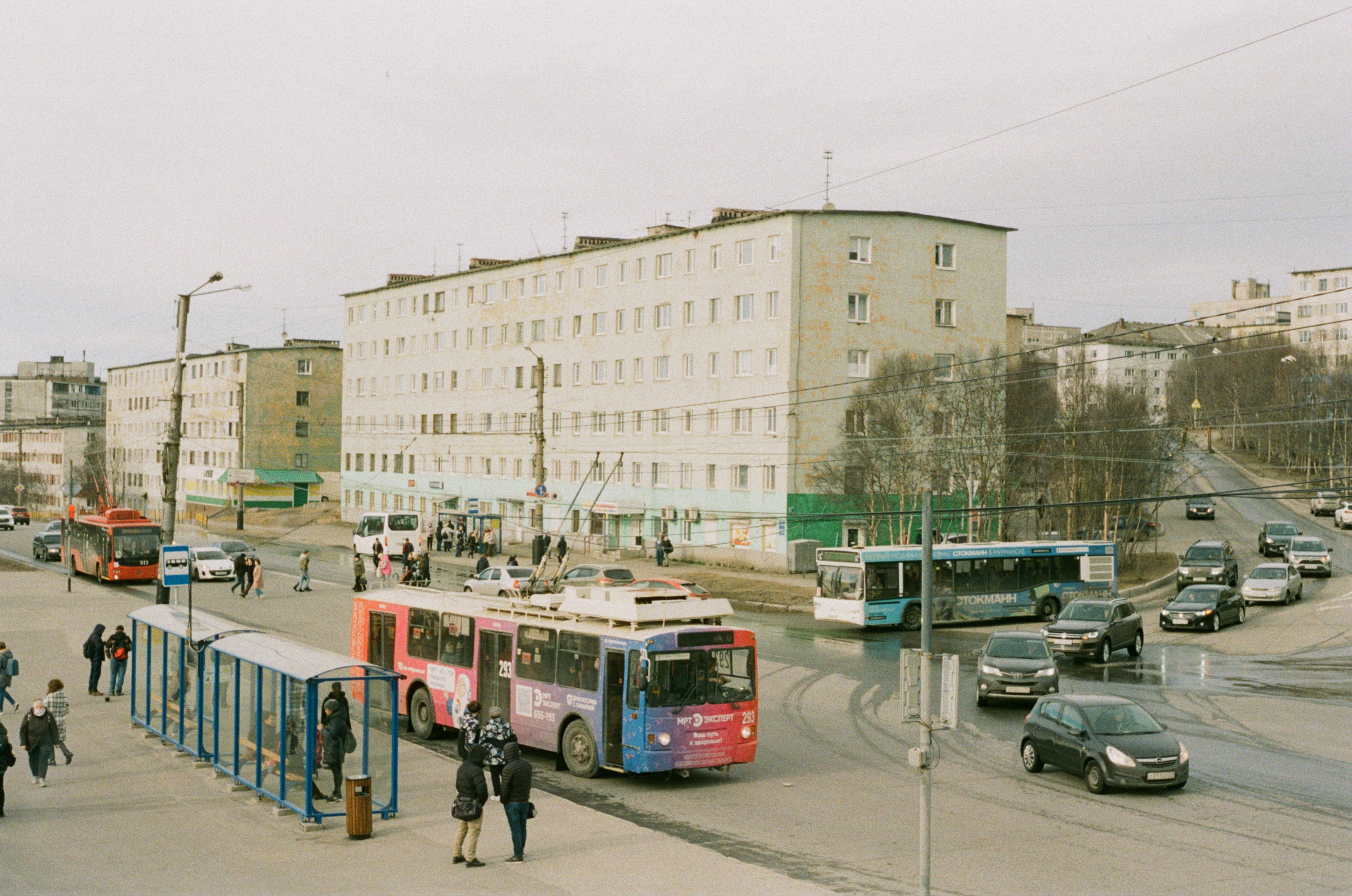
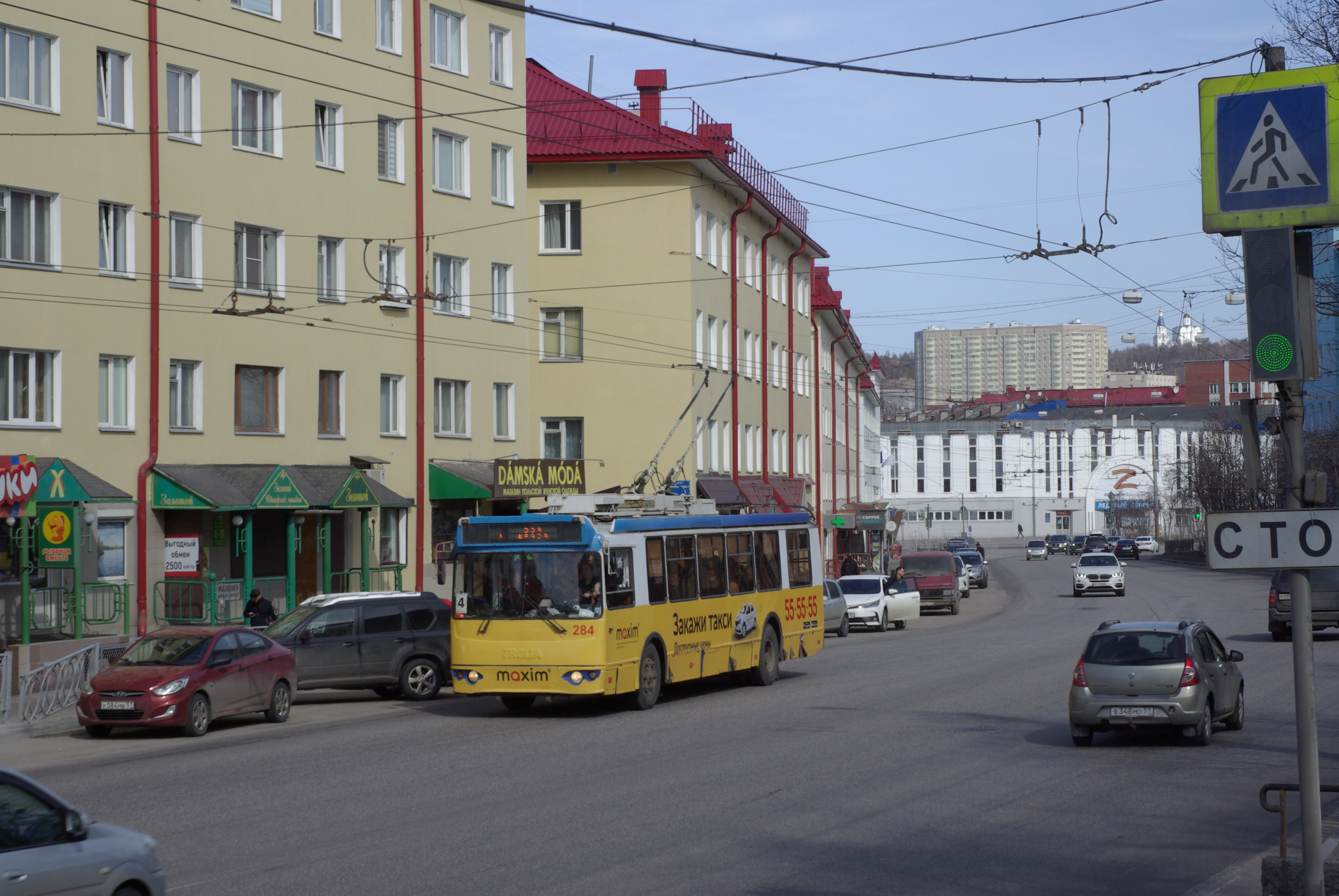
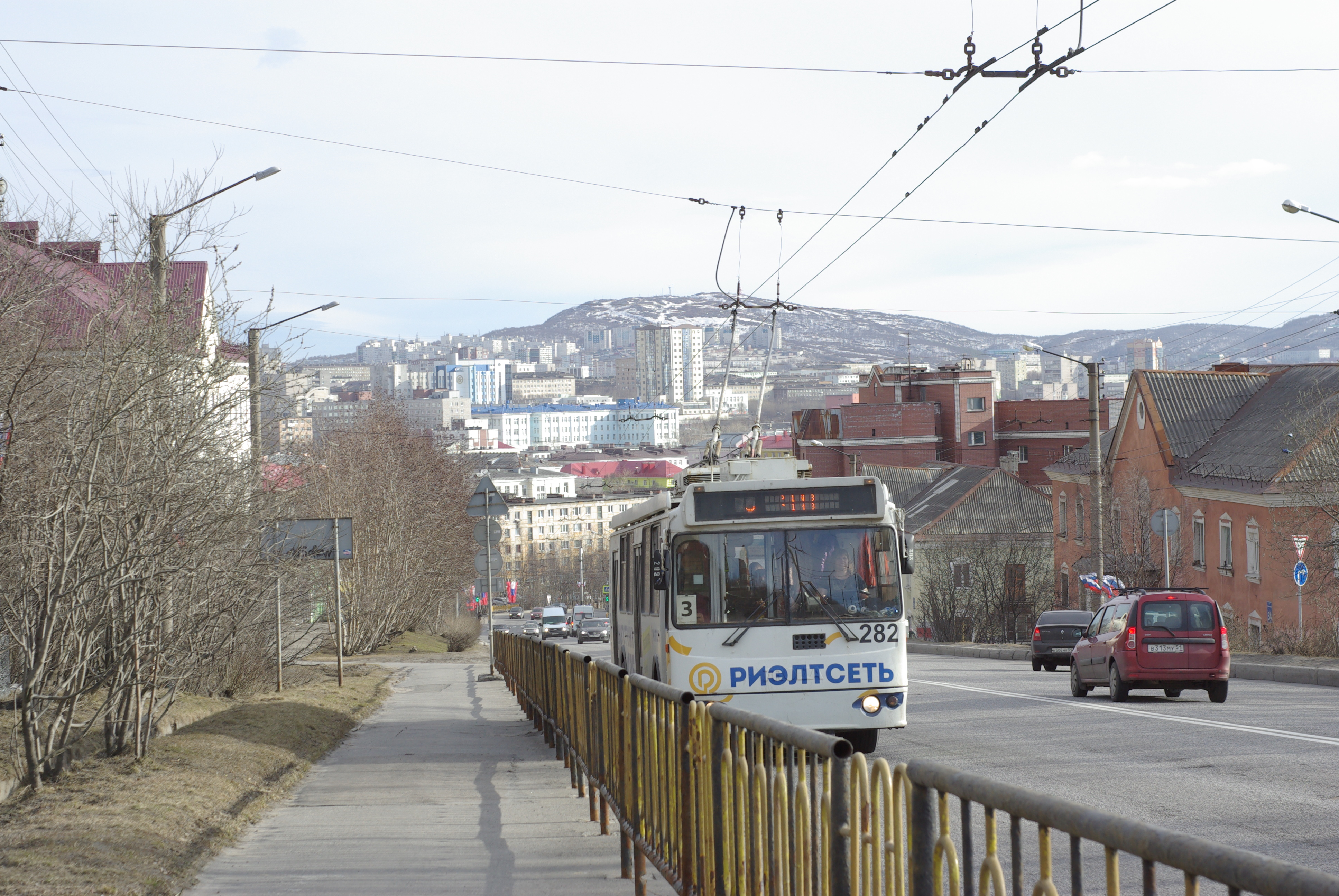
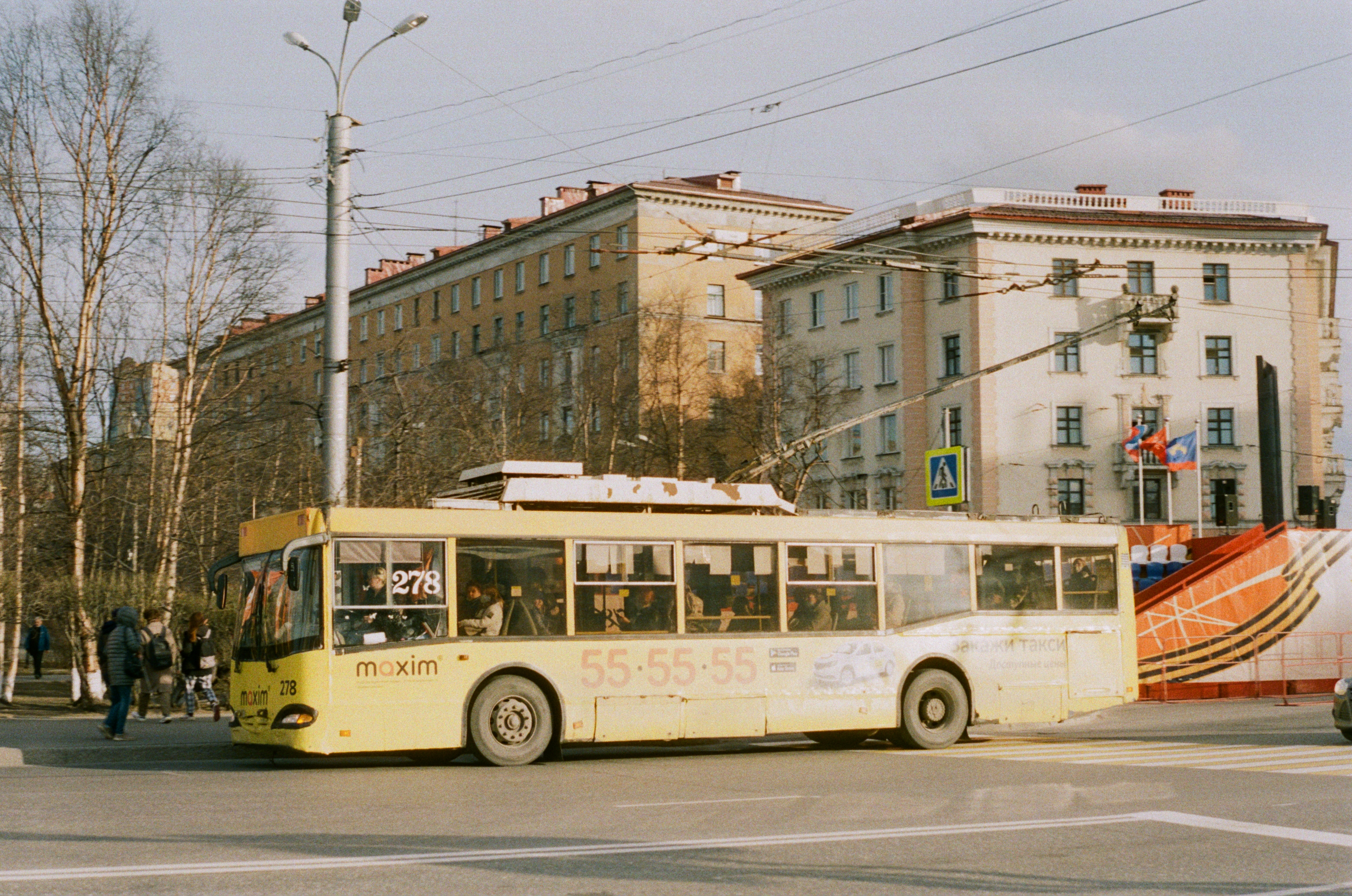
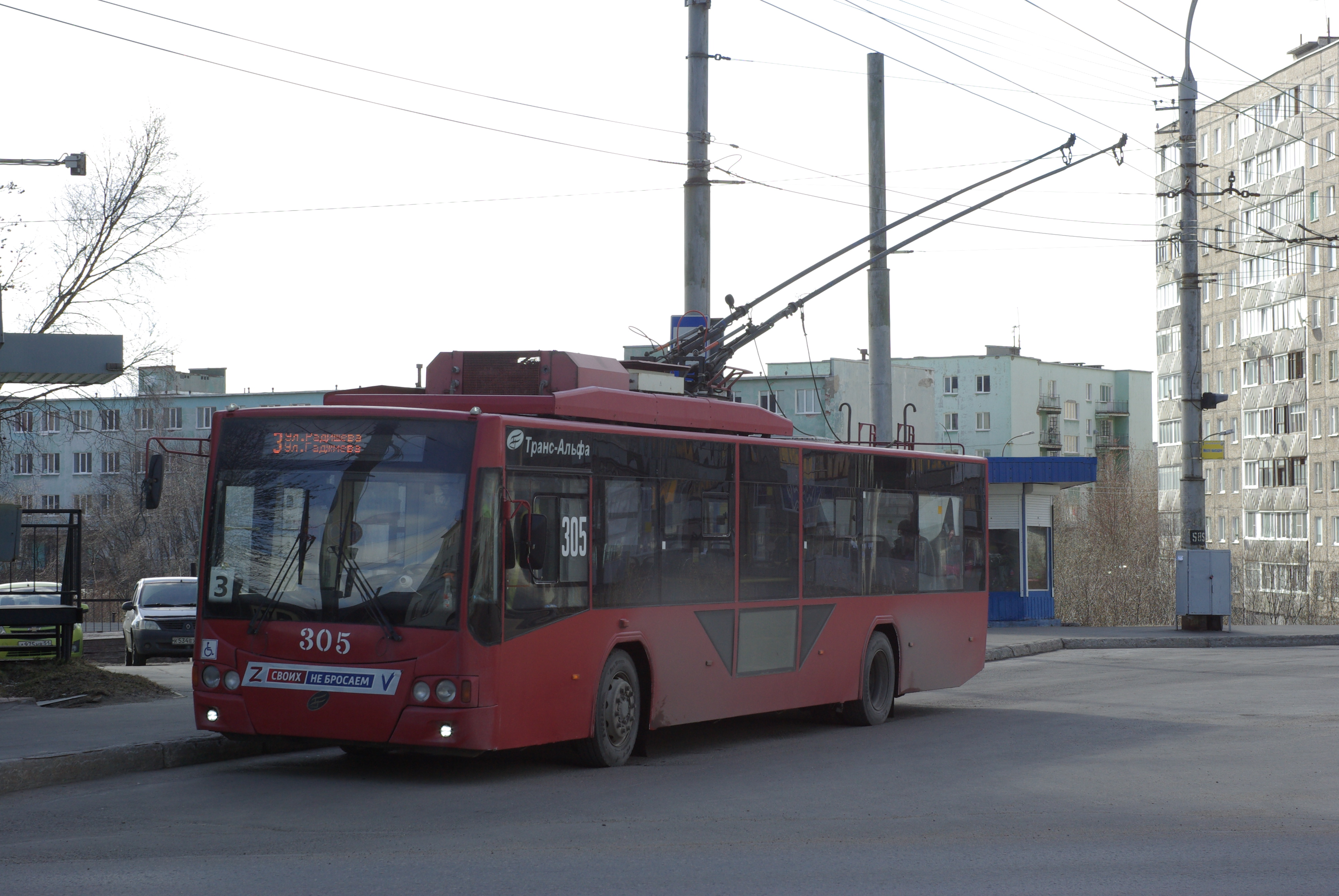
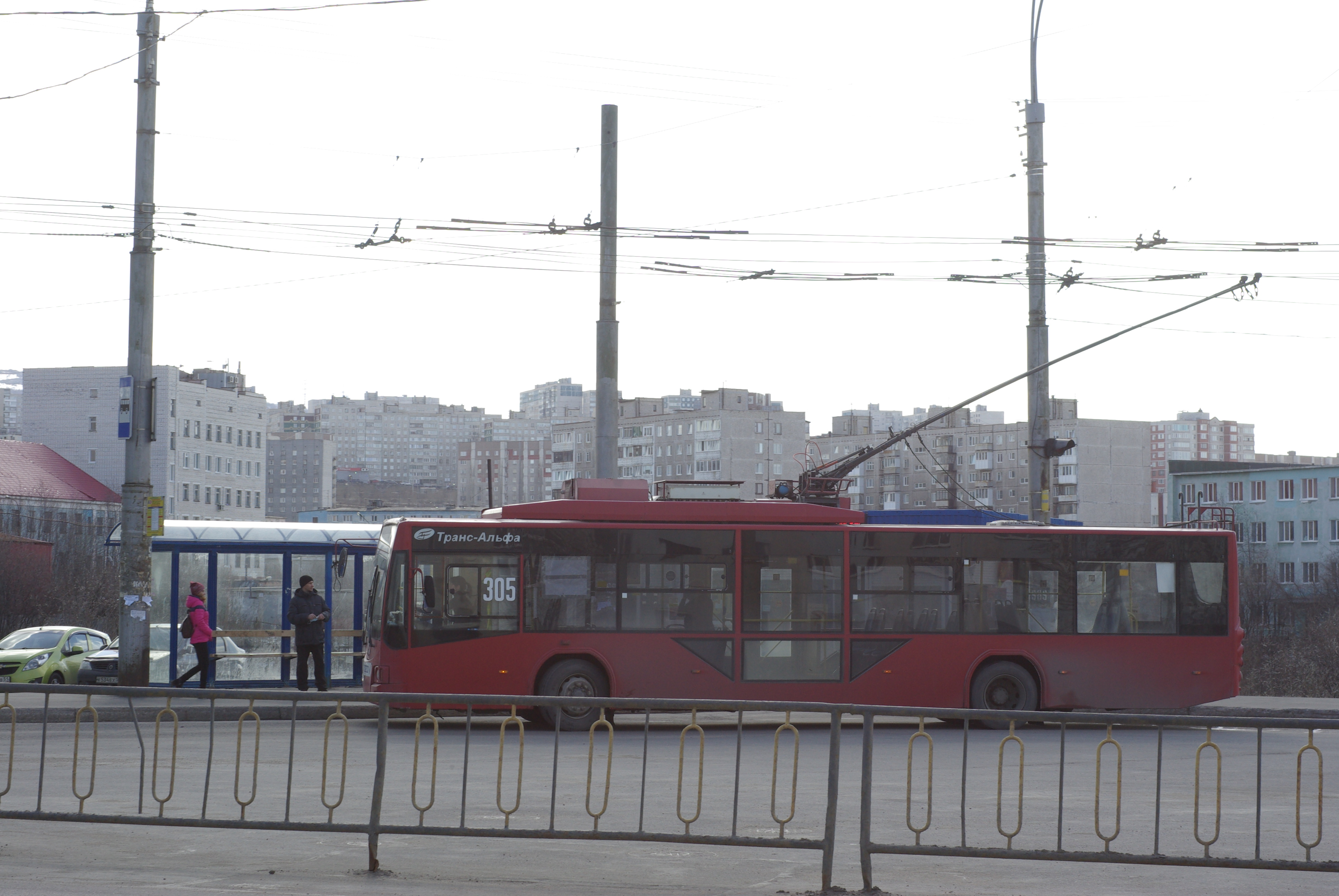
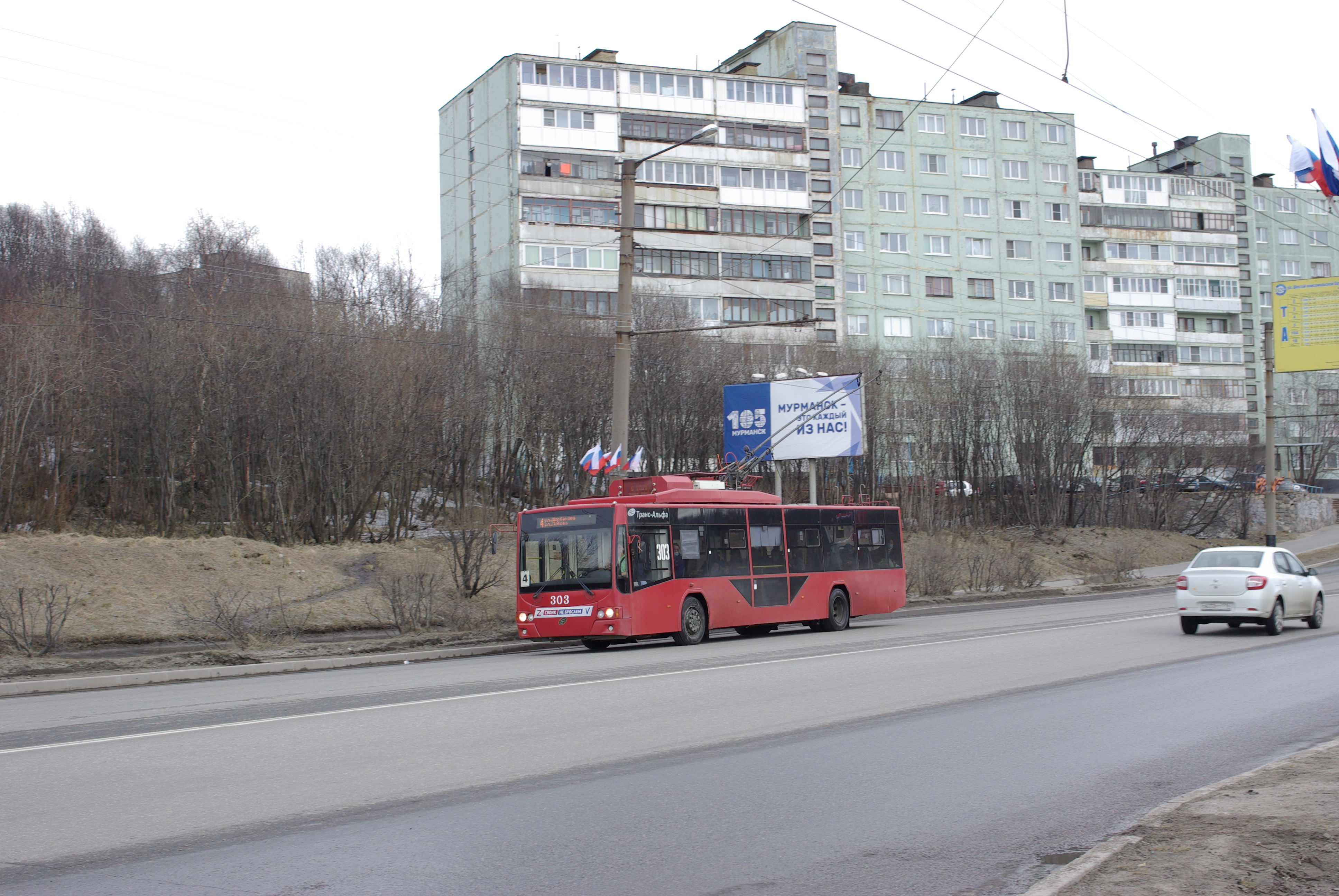
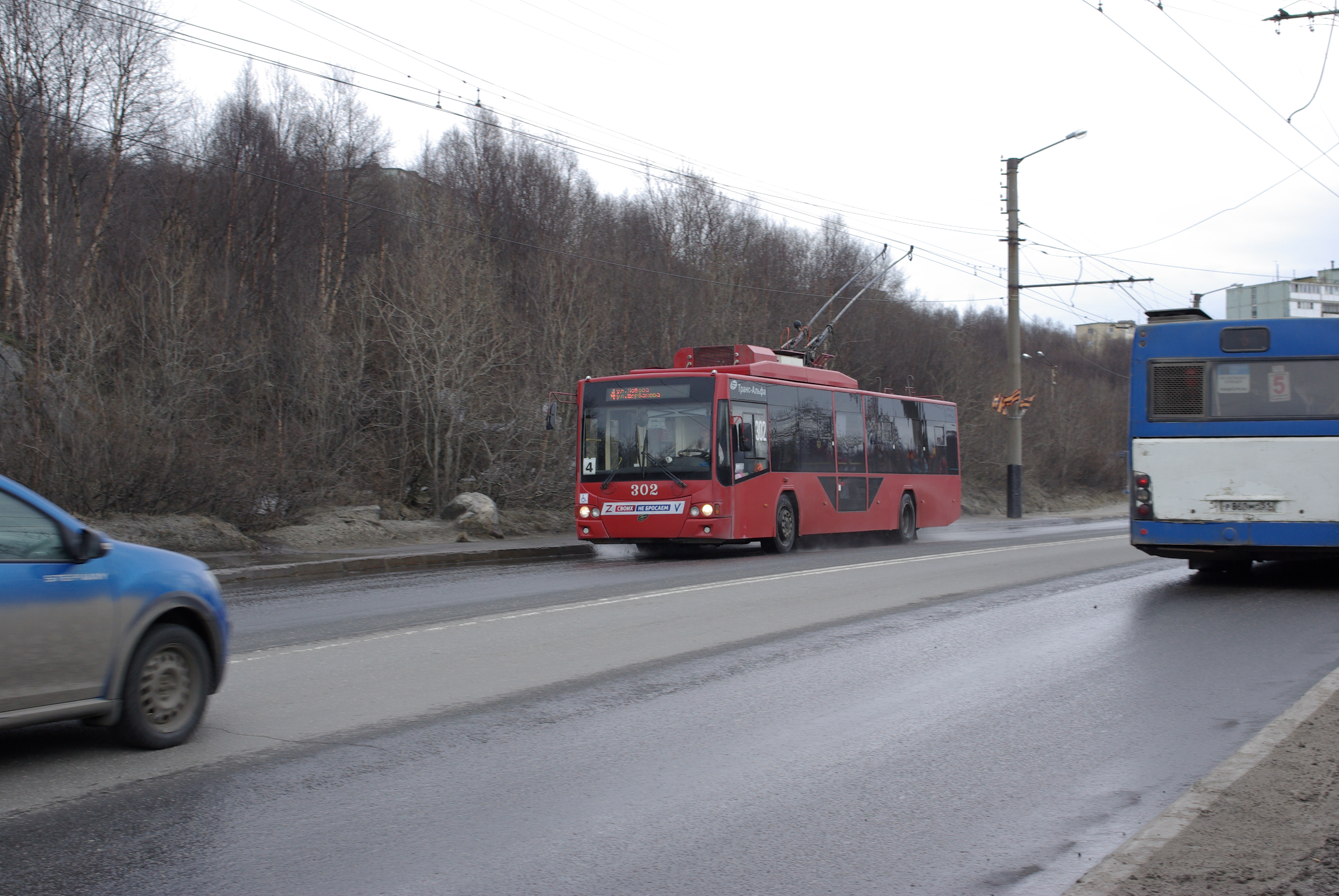
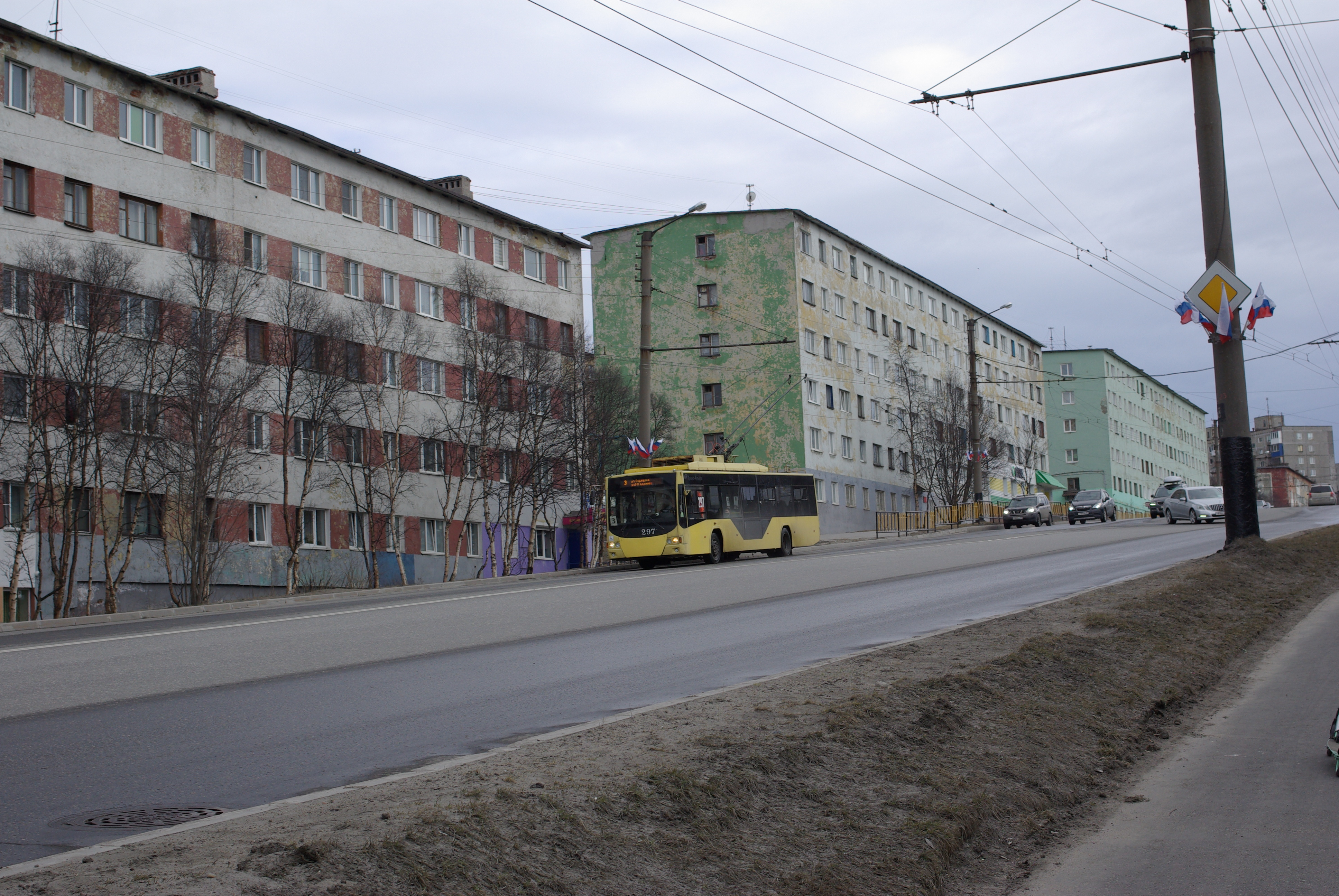
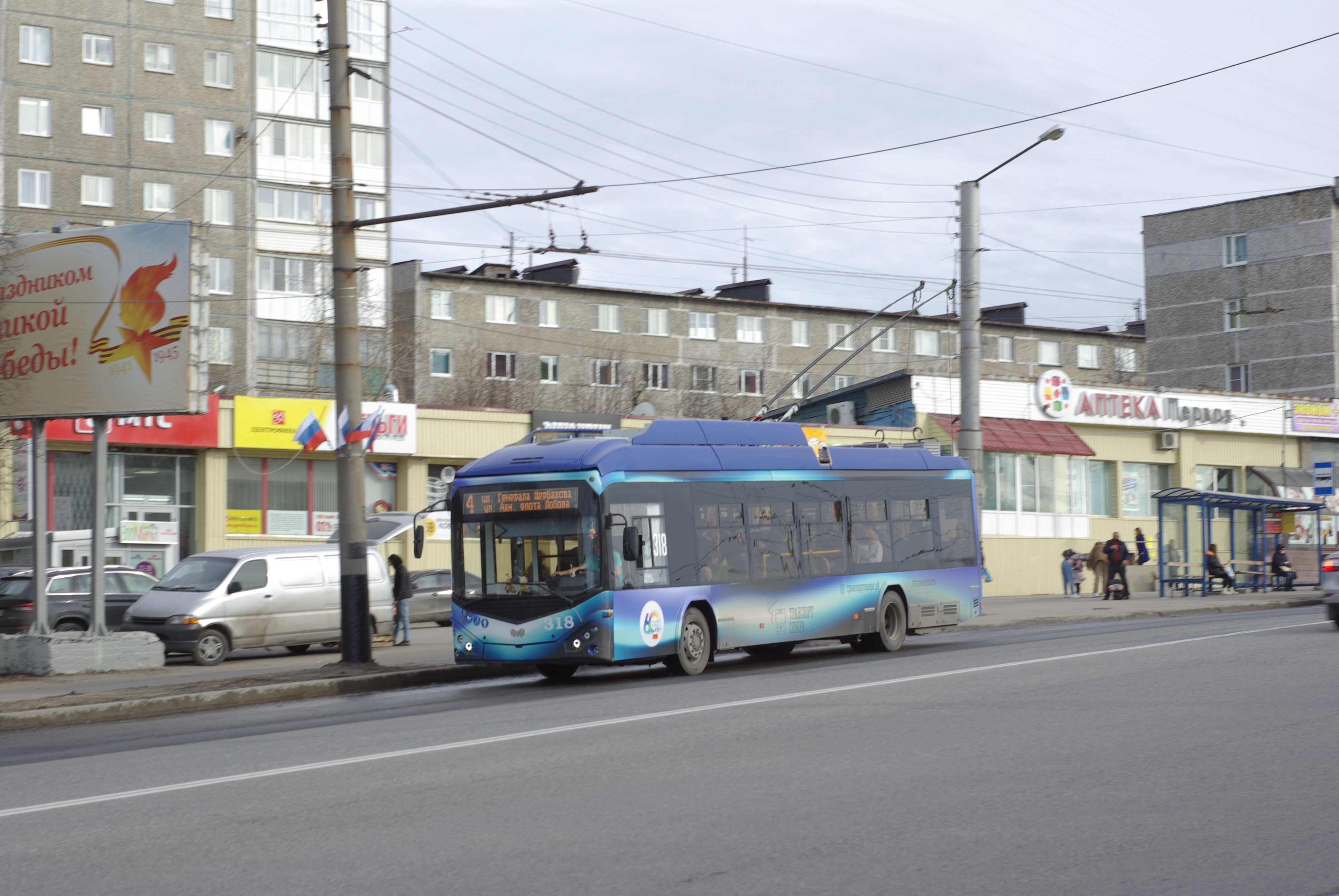
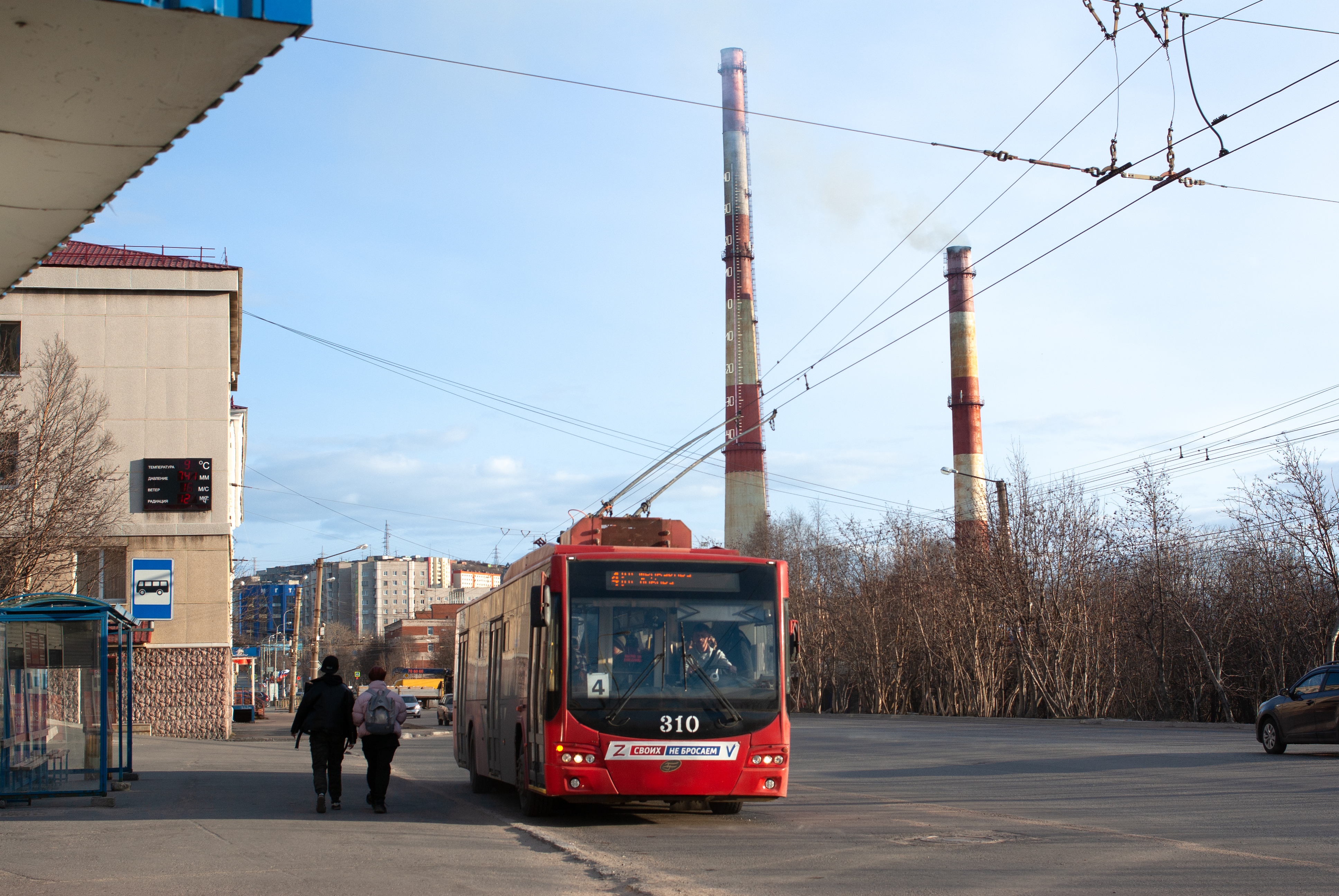
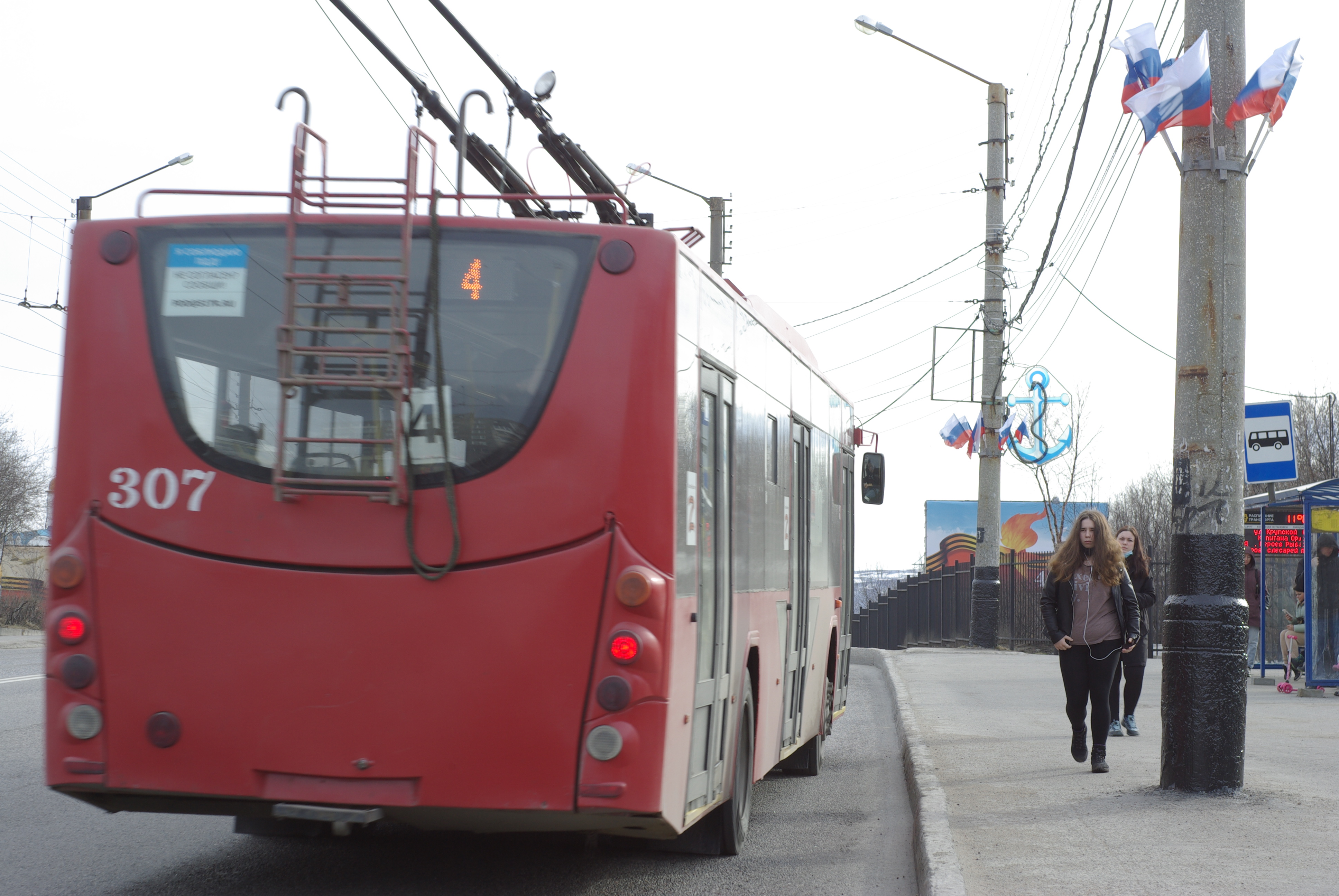
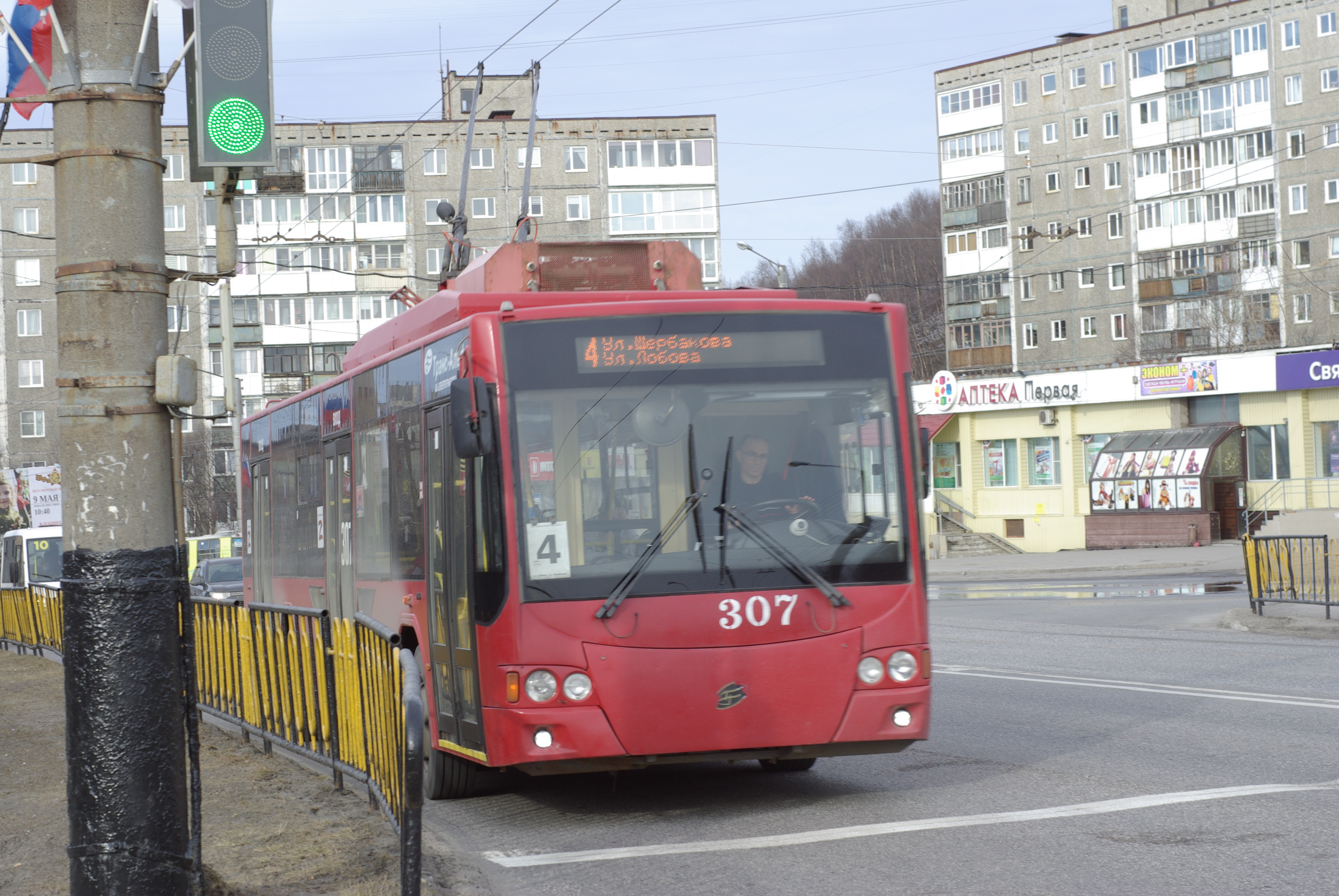
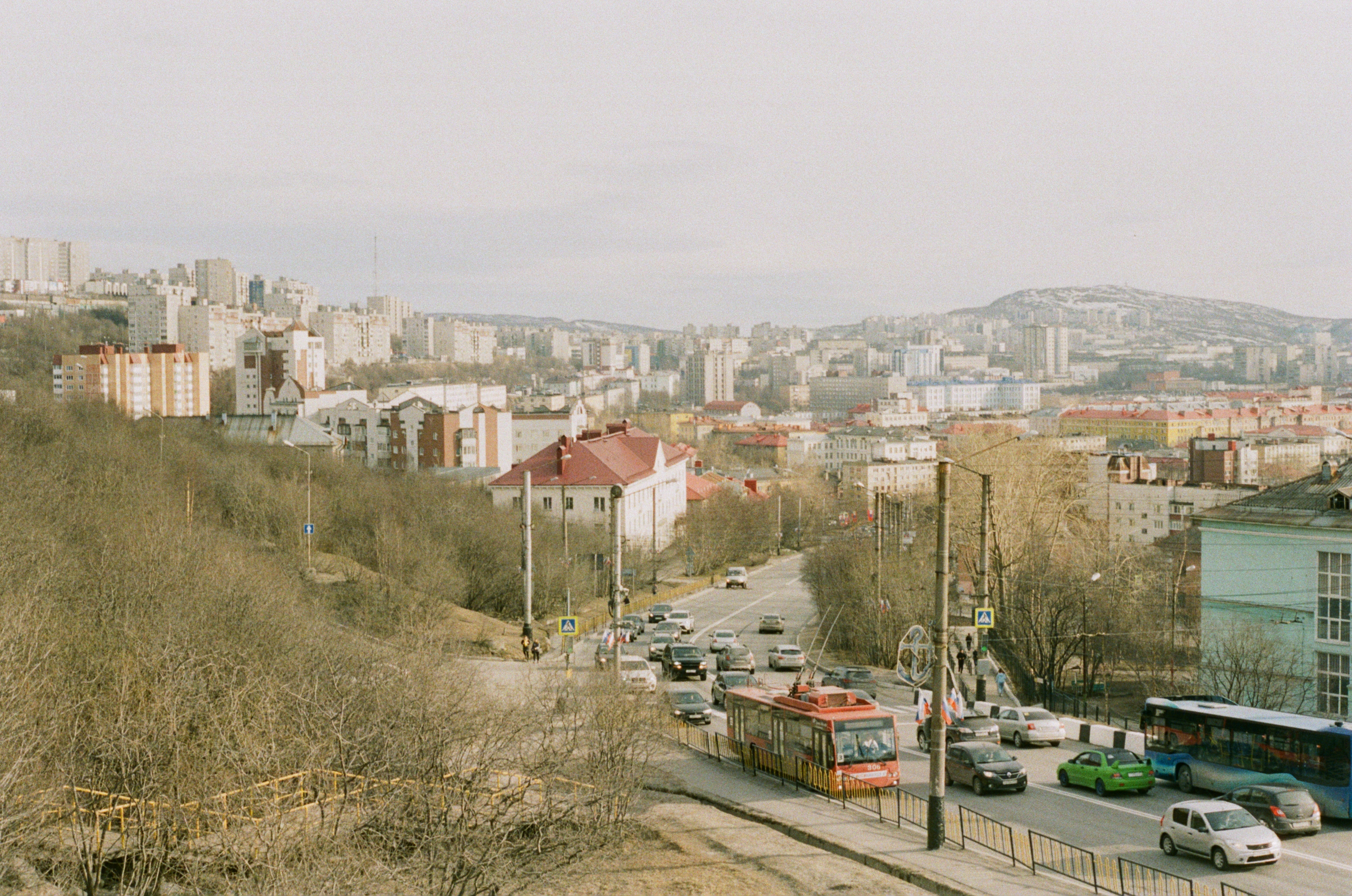
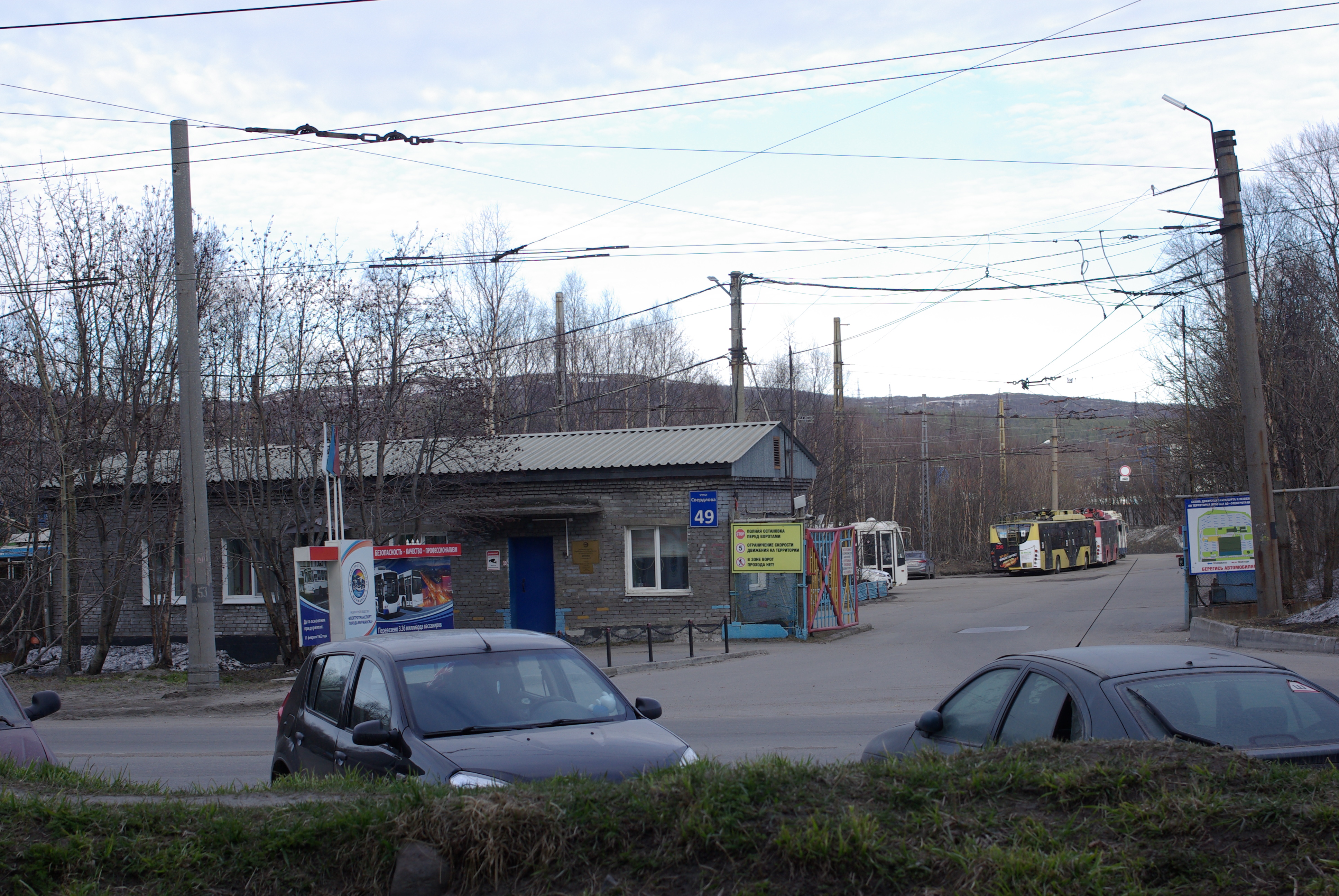
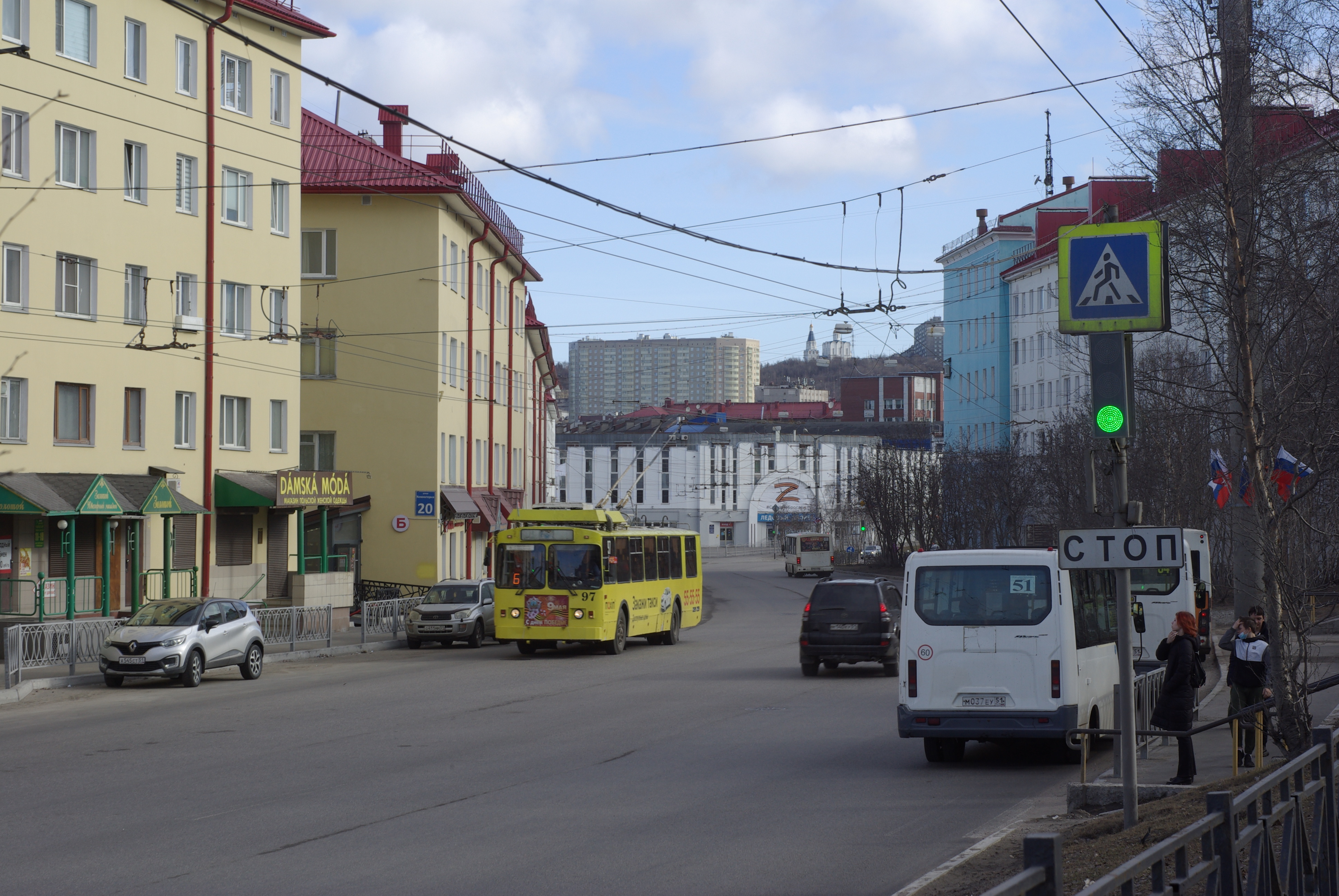
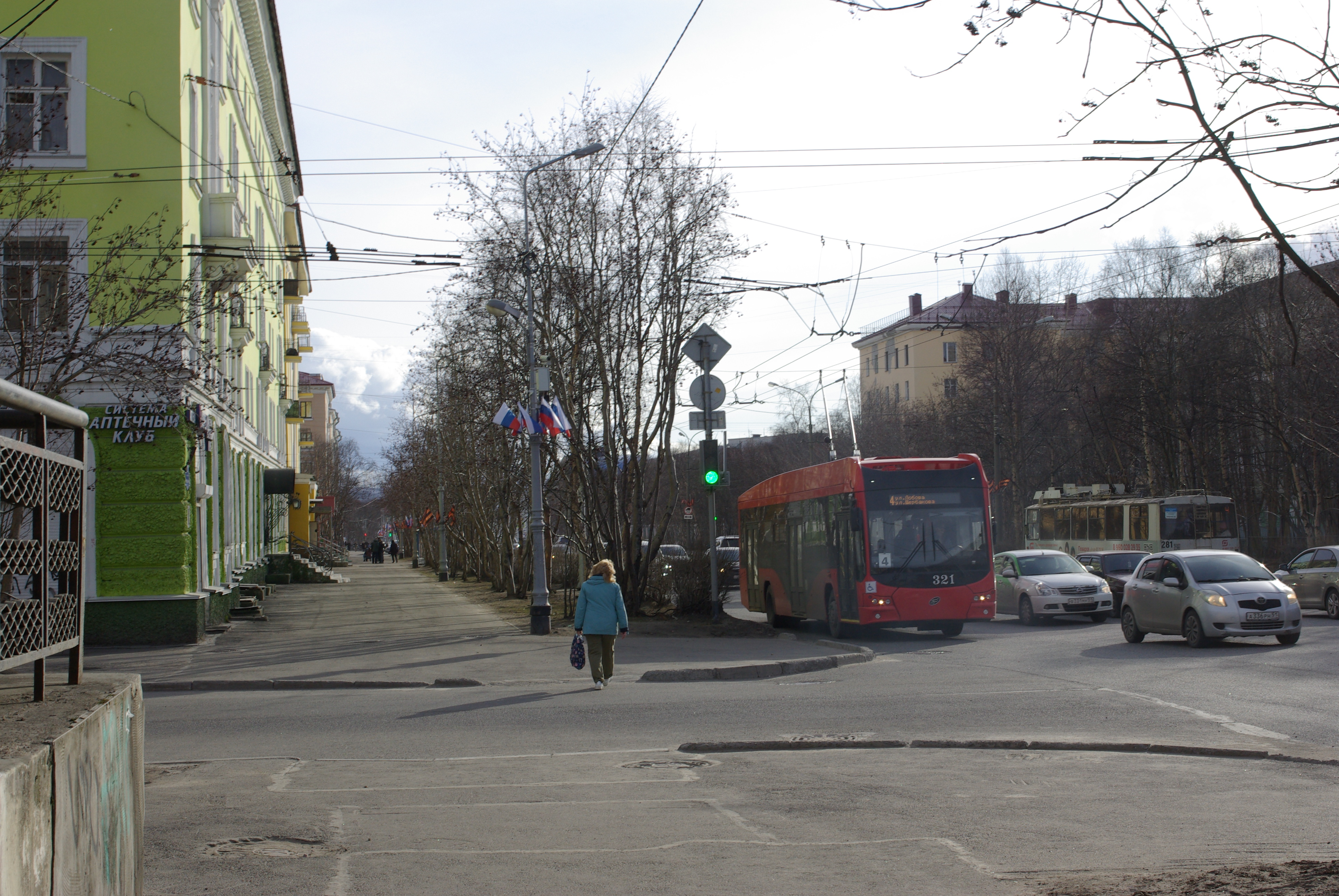
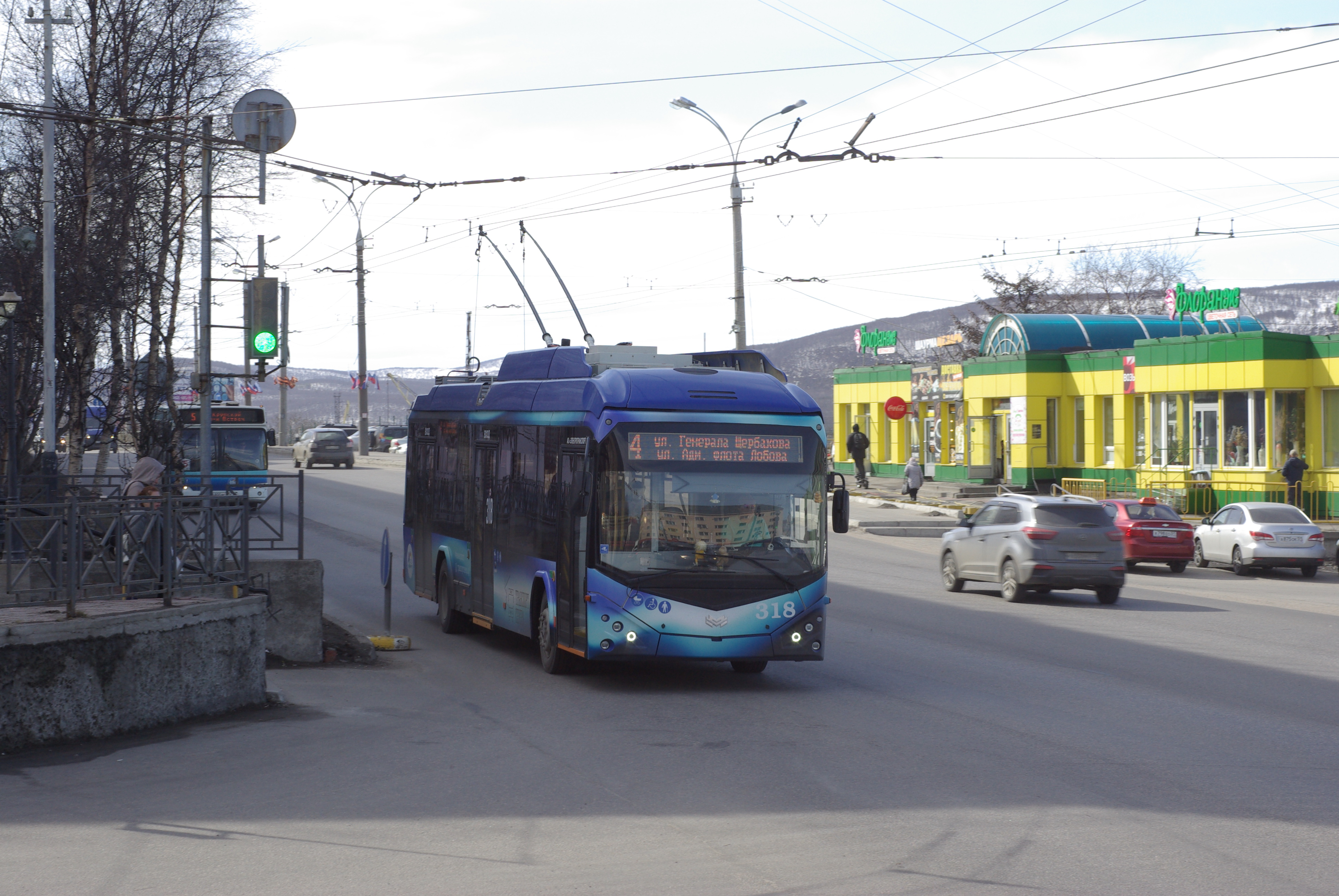
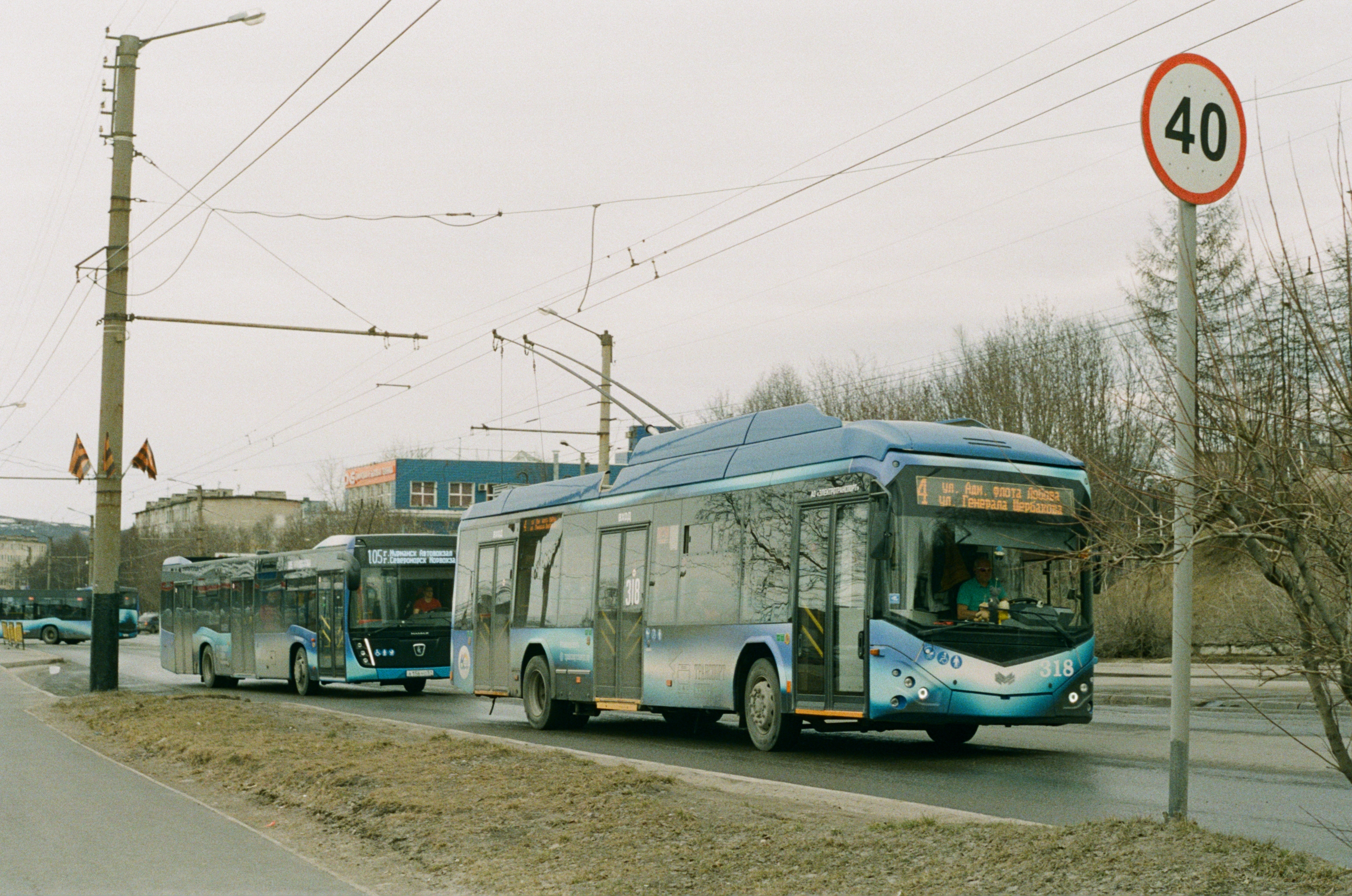
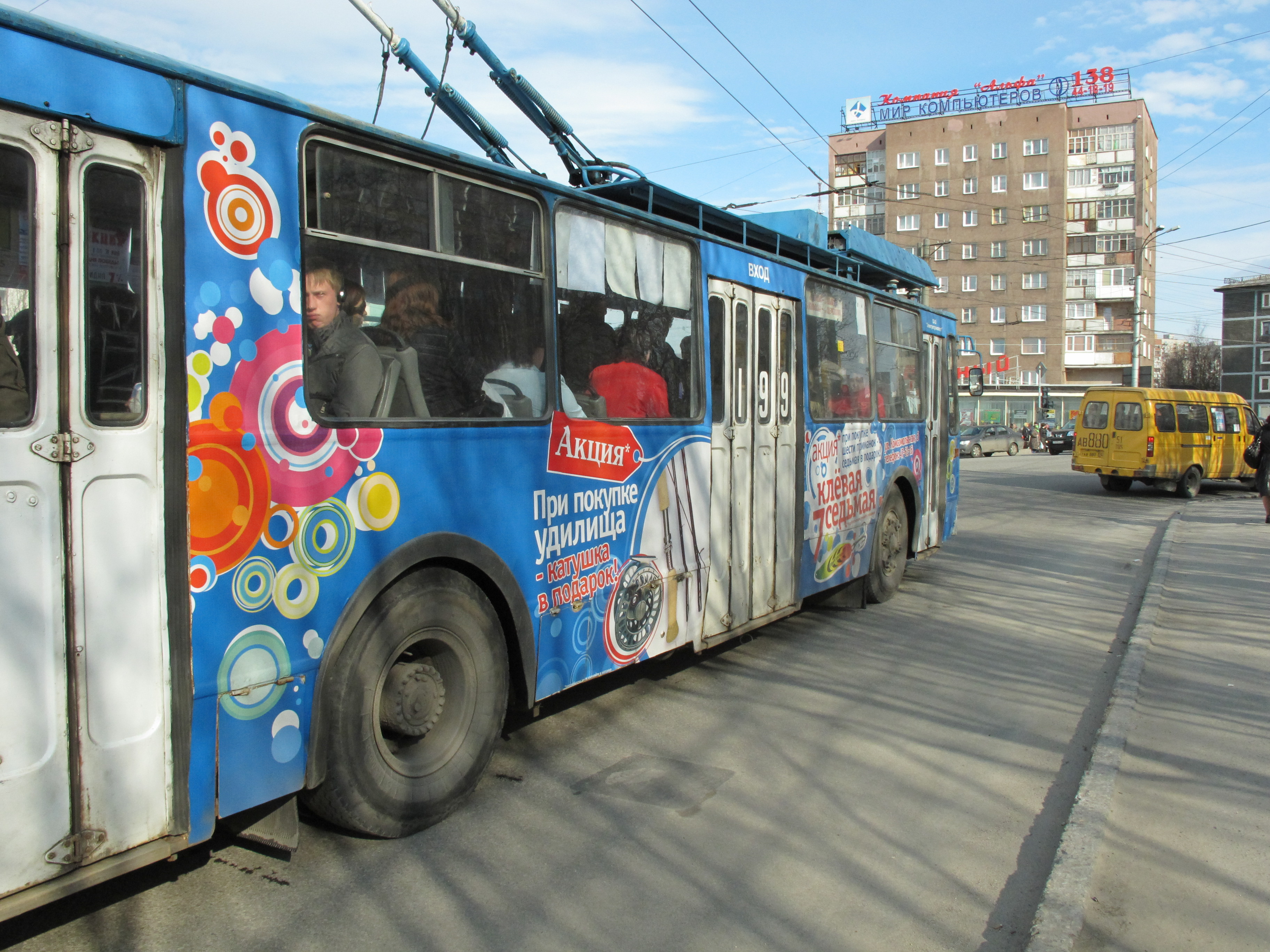
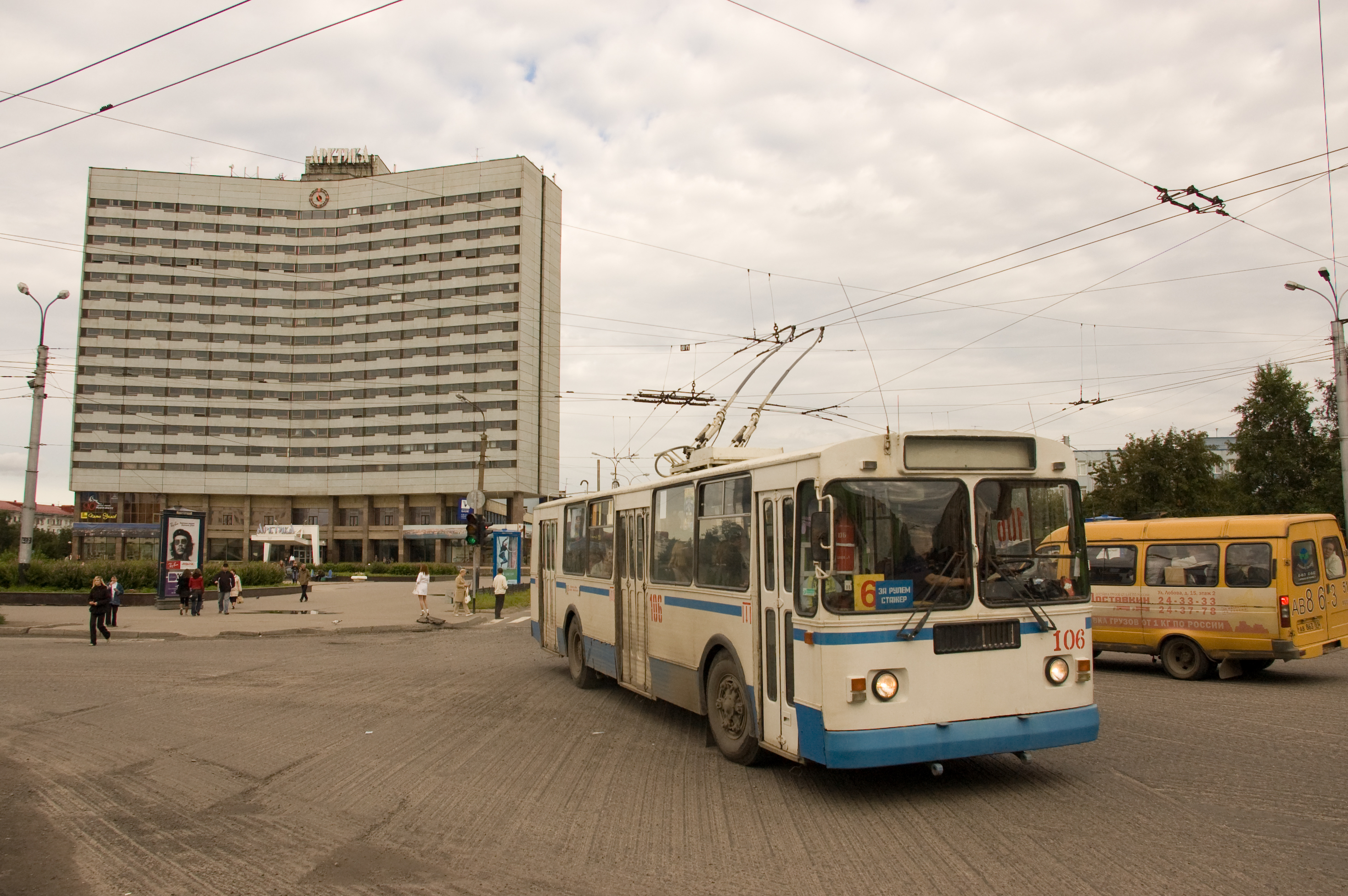
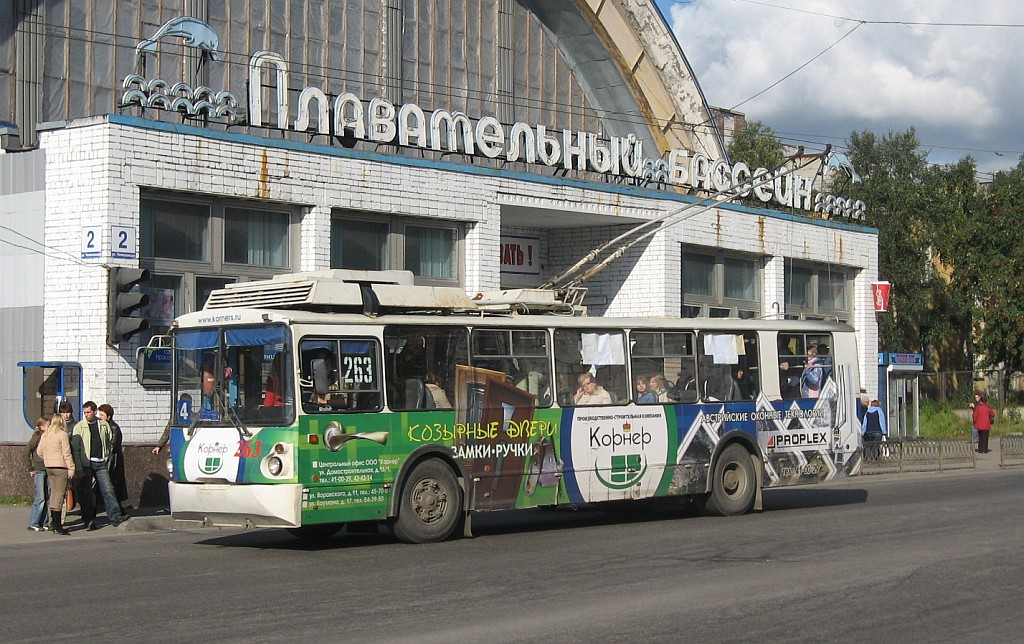
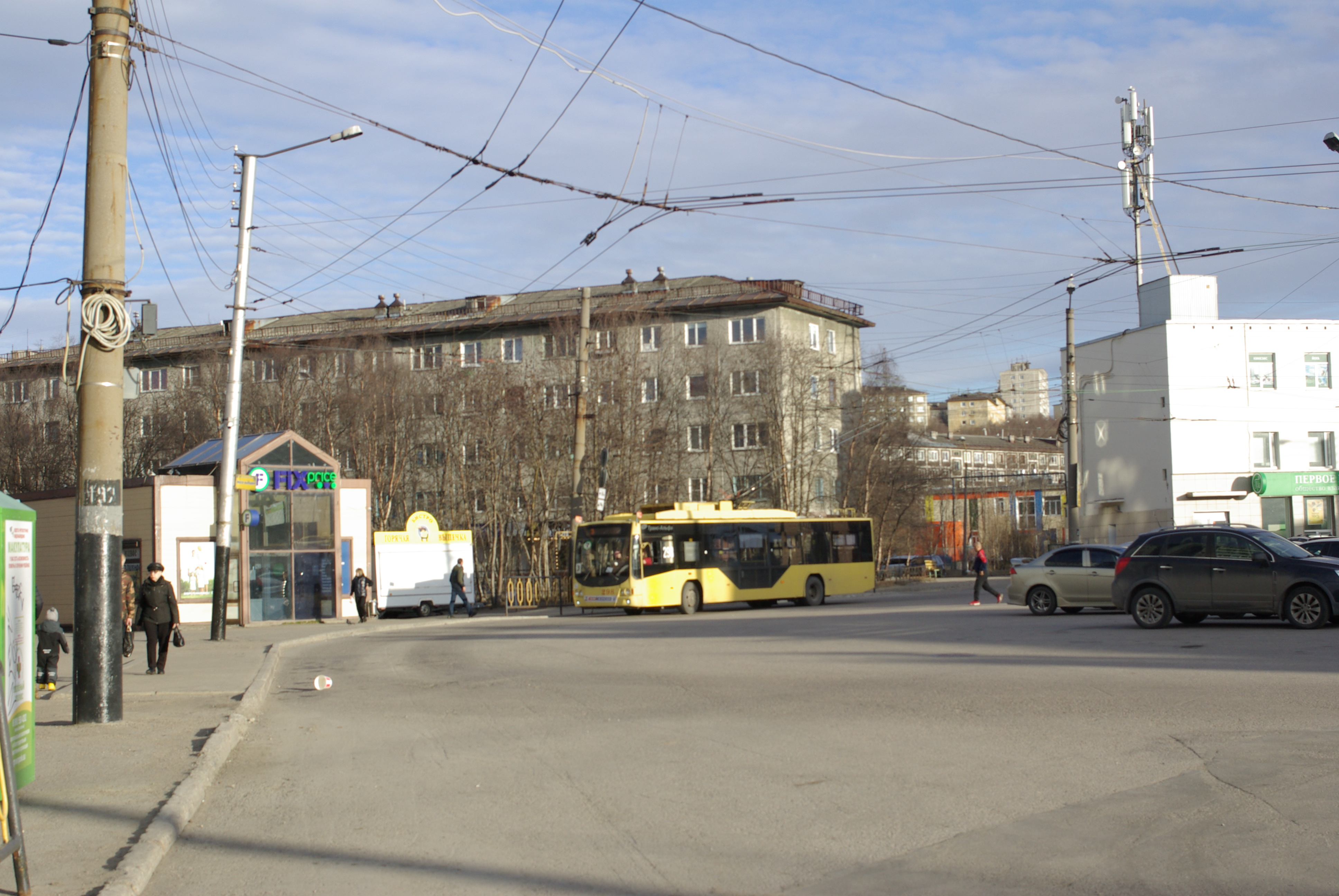
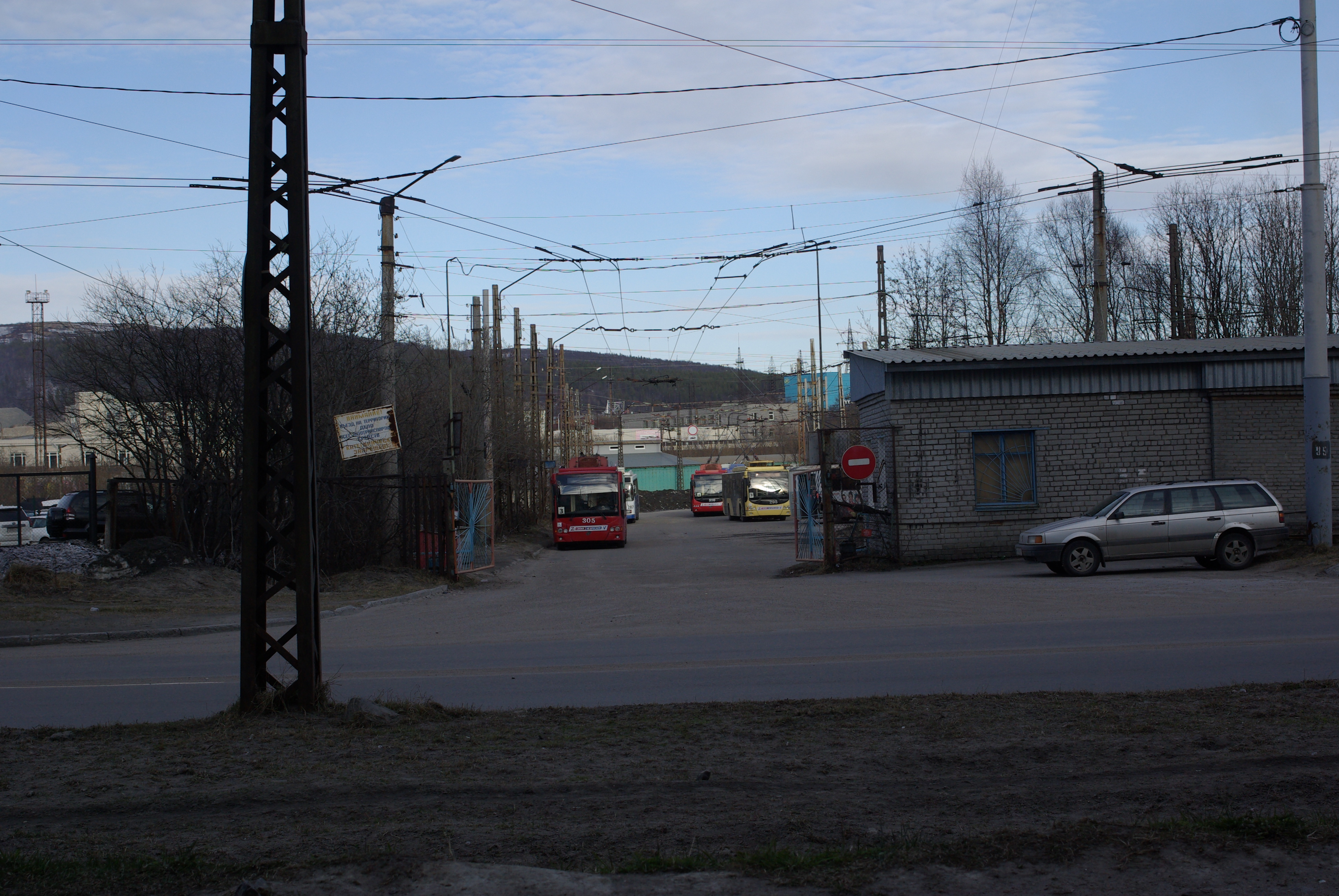
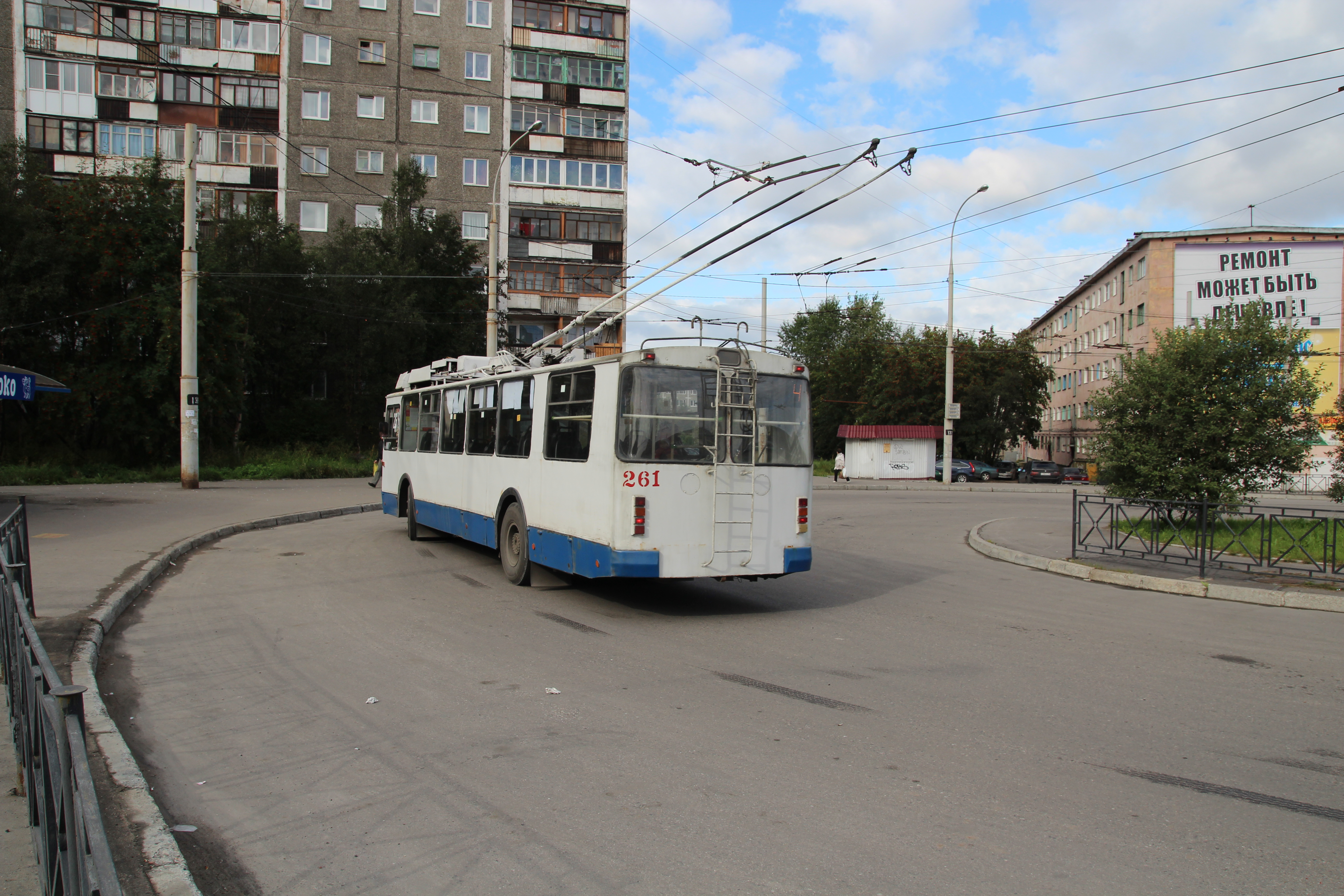
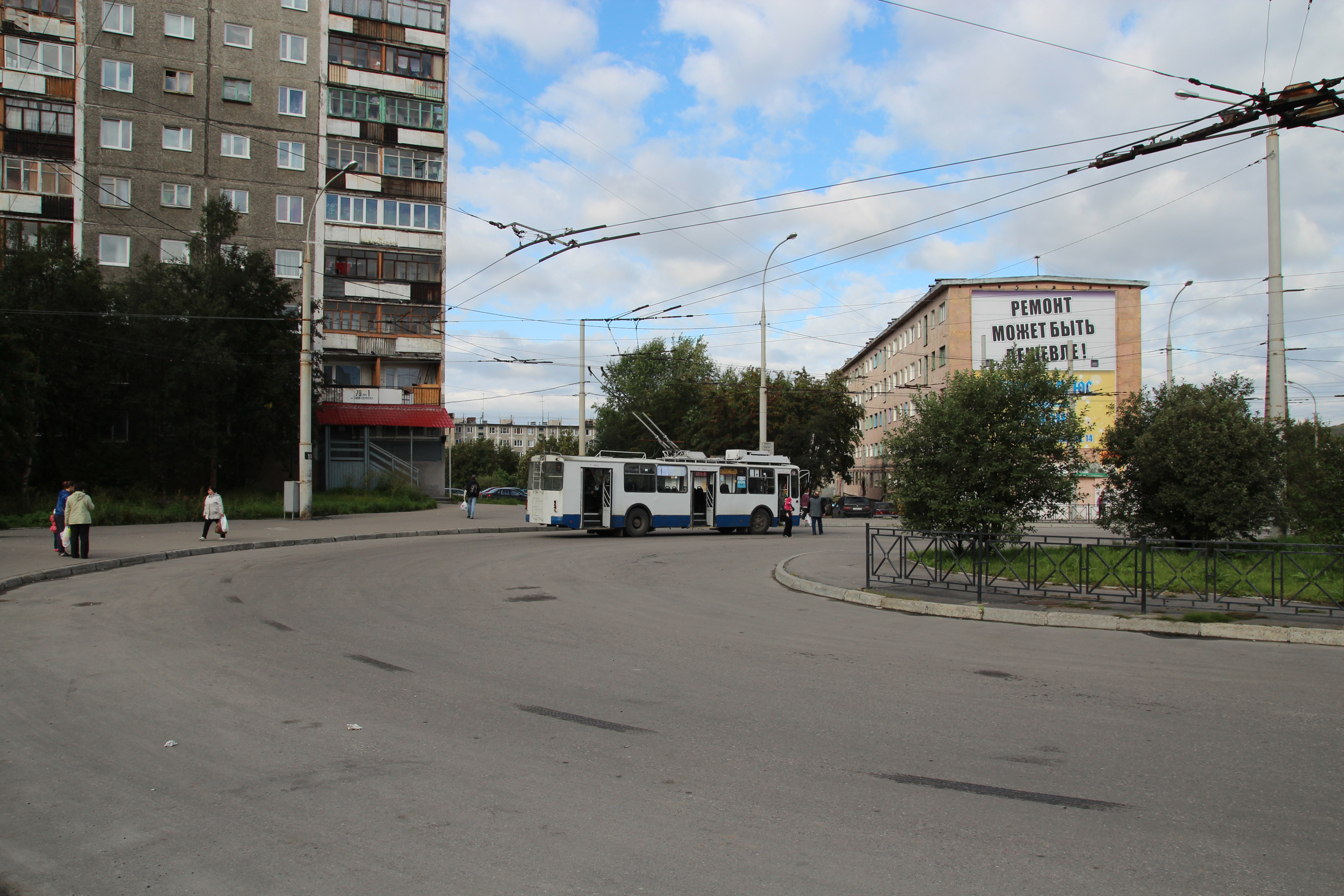
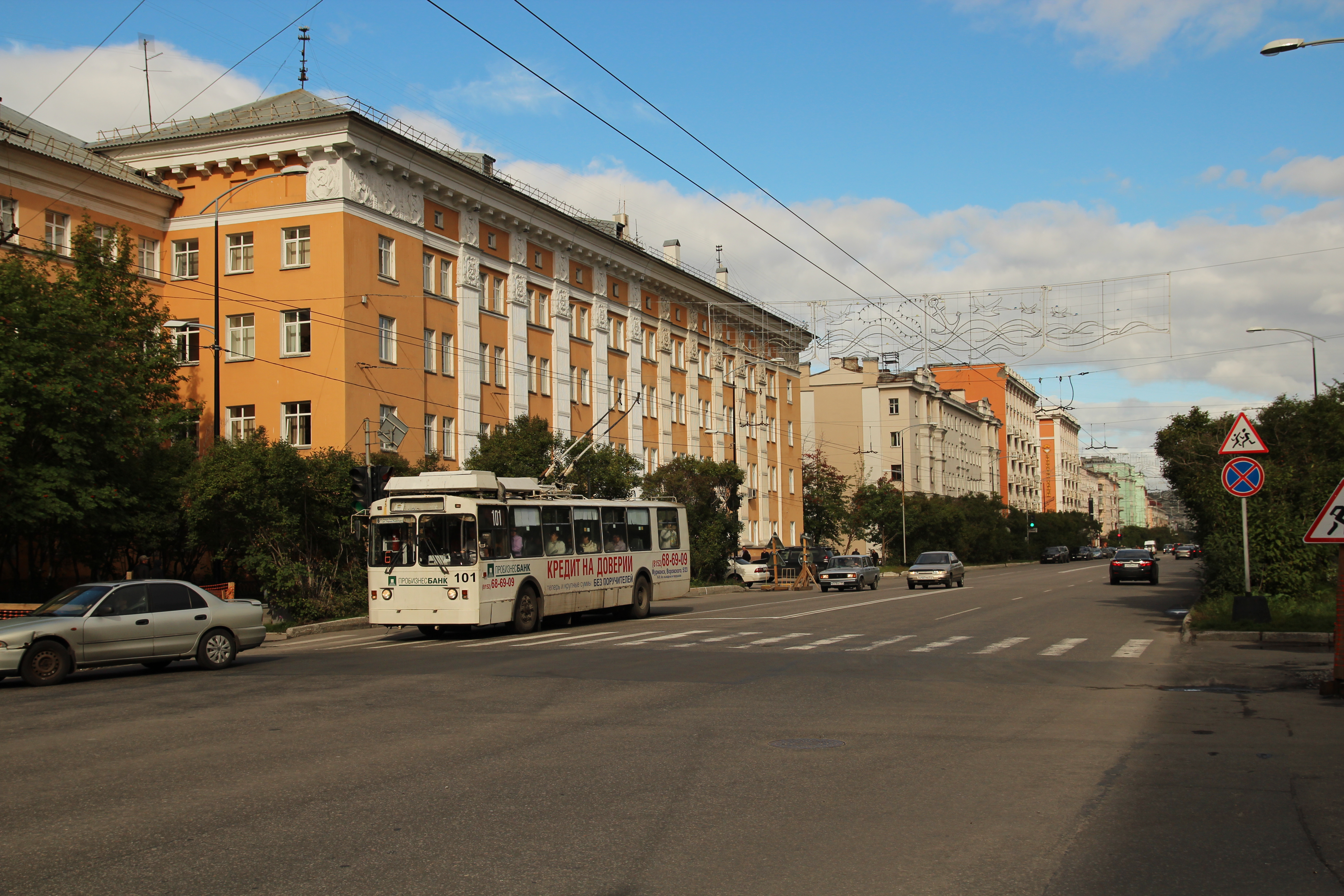
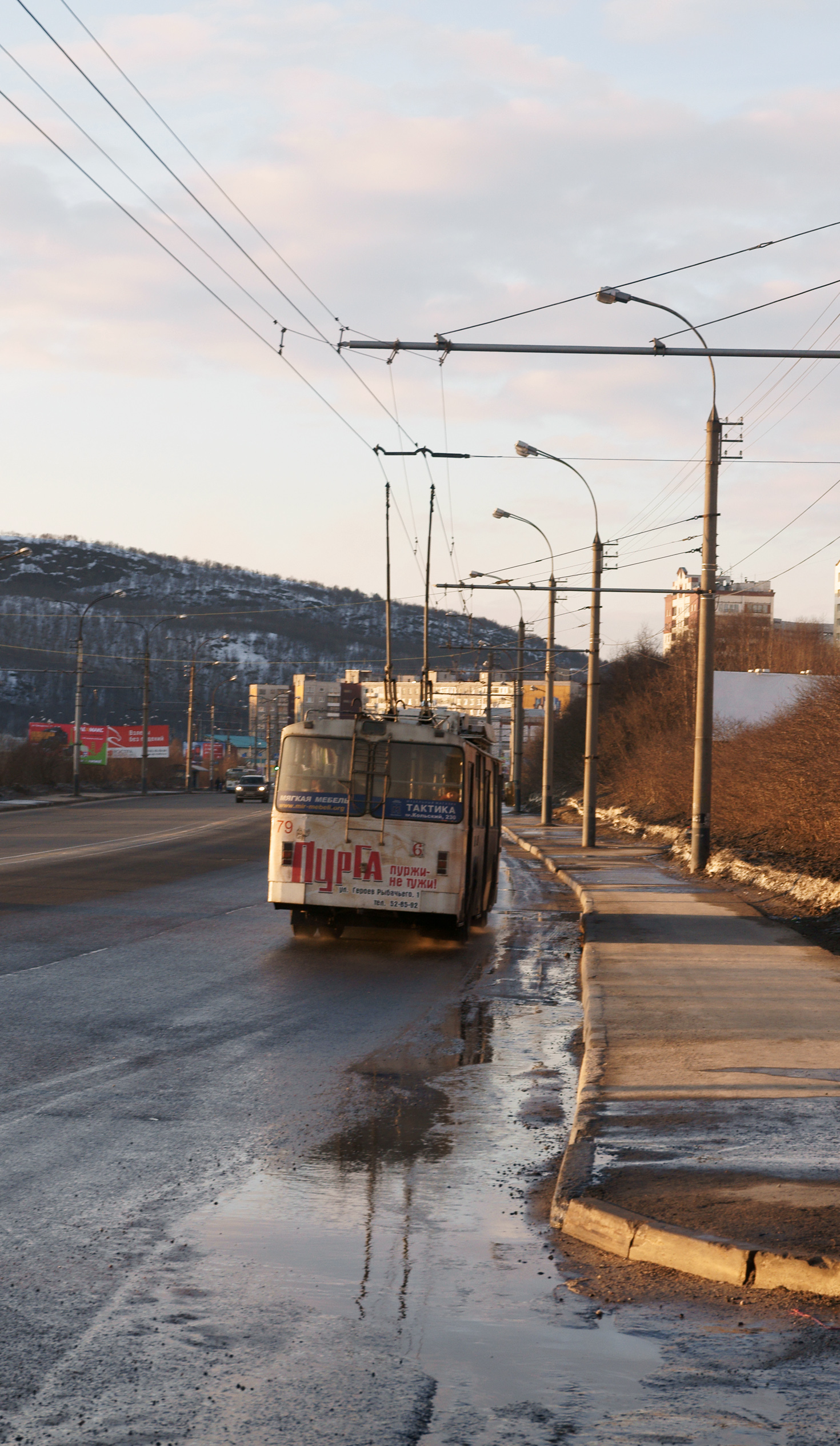
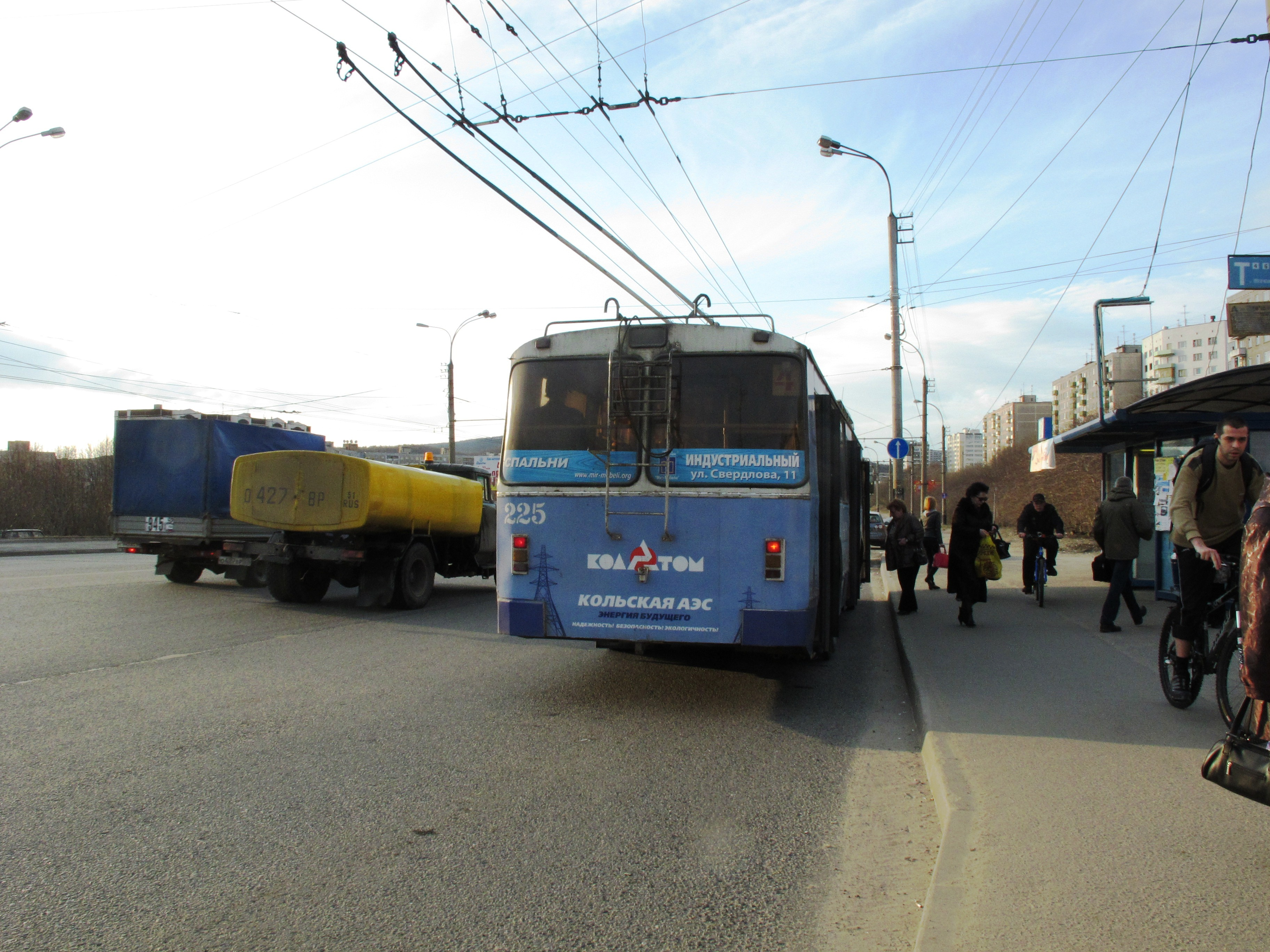
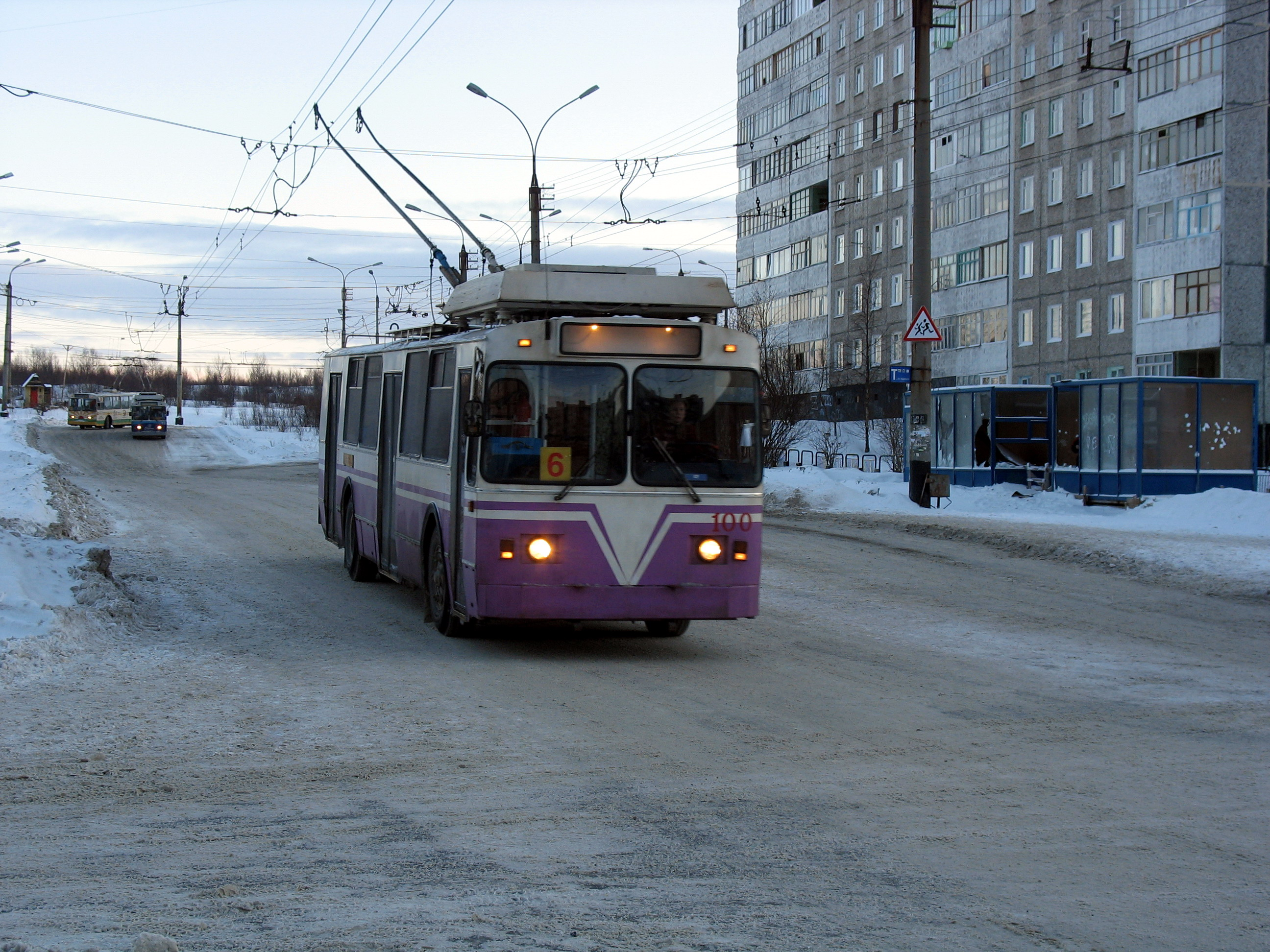
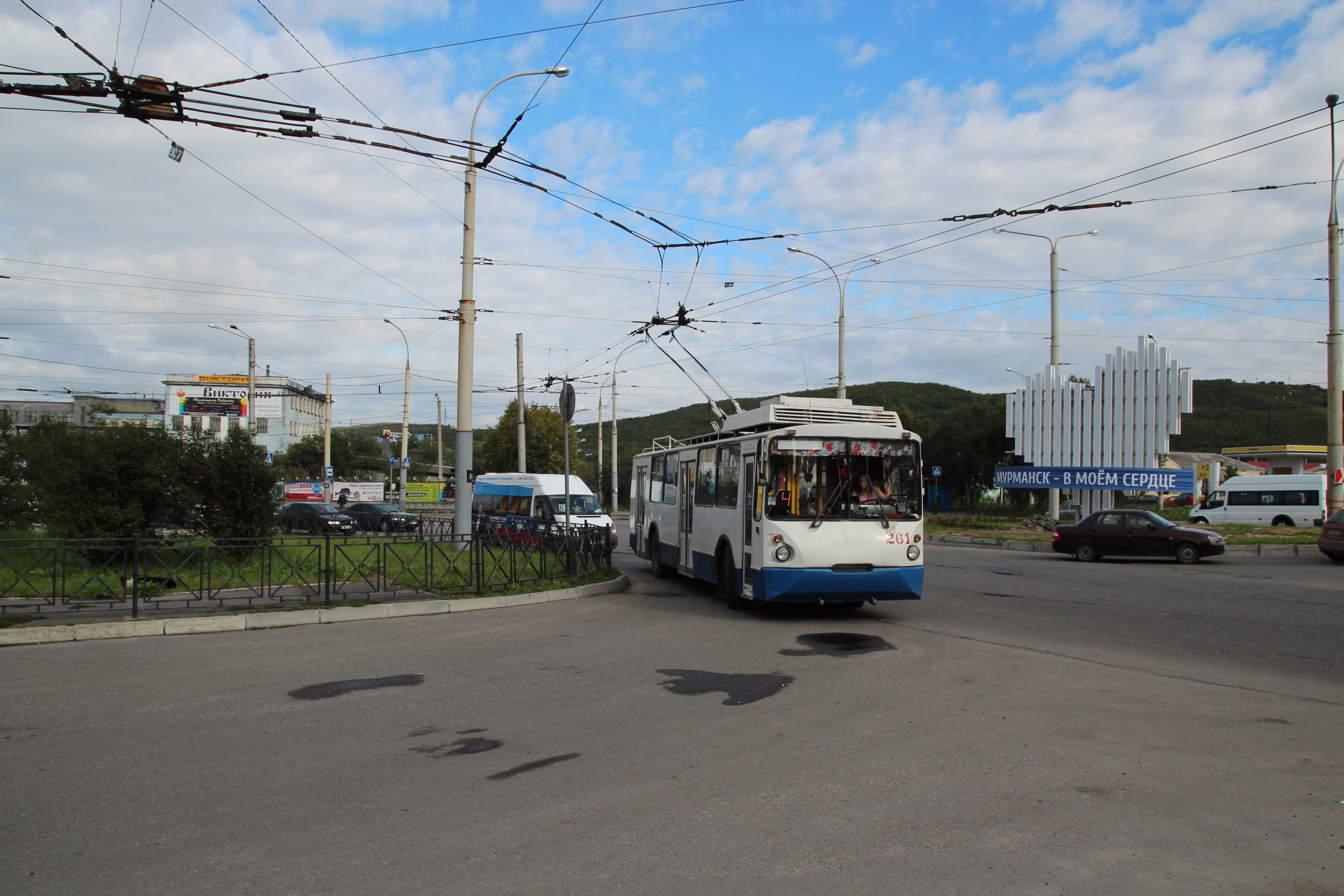

- Файл:''